# El Salvador
El Salvador (deutsche Aussprache [ɛl zalvaˈdoːɐ̯], spanische Aussprache [el salβaˈðoɾ]; spanisch „der Erlöser“, „der Heiland“) ist ein Staat in Mittelamerika. Er grenzt im Nordwesten an Guatemala, im Nordosten an Honduras und im Süden an den Pazifischen Ozean. El Salvador ist das kleinste Land der Region Zentralamerika, weist zugleich deren höchste Bevölkerungsdichte auf und liegt in einem Erdbebengebiet.

## Geographie

### Physische Geografie
| San Salvador |

| Santa Ana |

| San Miguel |

| Santa Tecla |

| Ahuachapán |

| Usulután |

| Sonsonate |

| Zacatecoluca |

| San Vicente |

| El Pital |

| GUATEMALA |

| HONDURAS |

| PAZIFIK |

| Großer Cerrón-See |

| Ilopango- see |

| Coatepeque- See |

| Coatepeque- See |

| Lago de Güija |

| Jiquilisco-Bucht |

| Union- Bucht |

Mit einer Fläche von 21.041 km² ist El Salvador ungefähr so groß wie das deutsche Bundesland Hessen. Die Küstenlinie zum Pazifik und zum Golf von Fonseca im Süden erstreckt sich über eine Länge von 307 km. Als einziges Land in Mittelamerika hat El Salvador keinen direkten Zugang zum Karibischen Meer.
El Salvador ist geprägt durch eine Kette von Vulkanen, die das Land grob in drei Regionen unterteilt: den südlichen Küstenstreifen, die zentralen Hochebenen und Täler sowie die nördlichen Berge. Der höchste Berg ist der El Pital (2730 m) an der Grenze zu Honduras. Der höchste Vulkan ist der Santa Ana im Westen mit einer Höhe von 2365 m. Der längste Fluss ist der Río Lempa mit einer Gesamtlänge von 422 km, davon 320 km auf Staatsgebiet.

### Städte
Im Jahr 2022 nutzten 62,9 Prozent der Einwohner El Salvadors das Internet. Die größten Städte sind (Stand: 2017):
- San Salvador (238.200 Einwohner Agglomeration: 1,8 Mio. Einwohner)
- Soyapango (283.200 Einwohner)
- Santa Ana (226.900 Einwohner)
- San Miguel (192.500 Einwohner)
- Apopa (185.100 Einwohner), Mejicanos (144.900 Einwohner)
- Ilopango (135.700 Einwohner)
- Colón (El Salvador) (131.500 Einwohner)
- Tonacatepeque (129.300 Einwohner)
- Nueva San Salvador (Santa Tecla) (123.800 Einwohner)
- Delgado (El Salvador) (119.500 Einwohner)

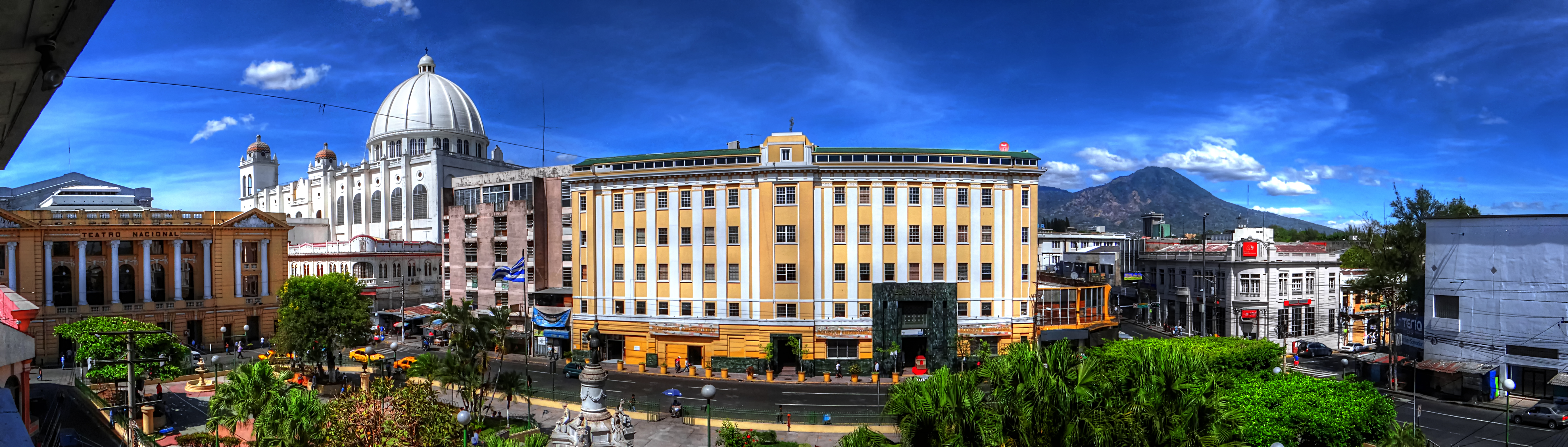
San Salvador

## Bevölkerung
Die deutsche Bezeichnung für einen Einwohner bzw. eine Einwohnerin El Salvadors lautet Salvadorianer/Salvadorianerin.

### Demografie
El Salvador hatte 2022 6,3 Millionen Einwohner. Das jährliche Bevölkerungswachstum betrug + 0,4 %. Zum Bevölkerungswachstum trug ein Geburtenüberschuss (Geburtenziffer: 15,8 pro 1000 Einwohner vs. Sterbeziffer: 8,2 pro 1000 Einwohner) bei. Die Anzahl der Geburten pro Frau lag 2022 statistisch bei 1,8, die der Region Lateinamerika und die Karibik betrug 1,8. Die Lebenserwartung der Einwohner El Salvadors ab der Geburt lag 2022 bei 71,5 Jahren (Frauen: 75,8, Männer: 66,8). Der Median des Alters der Bevölkerung lag im Jahr 2021 bei 26,3 Jahren. Im Jahr 2023 waren 25,0 Prozent der Bevölkerung unter 15 Jahre, während der Anteil der über 64-Jährigen 8,4 Prozent der Bevölkerung betrug.

### Bevölkerungsstruktur
Ca. 90 % der Bevölkerung sind Mestizen, 9 % europäischer Abstammung und 1 % Indigene. Noch bis in die 1930er-Jahre gehörten ca. 20 % der Bevölkerung indigenen Völkern an. In der Zeit der Matanza ab 1932 wurde das Sprechen indigener Sprachen und das Tragen traditioneller Kleidung zu einem Überlebensrisiko. Die Indigenen waren gezwungen, ihre Identität und Sprache zu verleugnen und sich an die Mehrheitsgesellschaft zu assimilieren. In El Salvador gibt es heute keine indigenen Sprachen mehr, die von den Eltern an ihre Kinder weitergegeben werden.
48 % der Bevölkerung El Salvadors leben unterhalb der Armutsgrenze.
2008 lebten in den USA 1,1 Millionen Einwanderer aus El Salvador. Sie stellen dort die sechstgrößte Einwanderergruppe. El Salvador hat selbst nur einen sehr niedrigen Ausländeranteil und ist vorwiegend ein Auswanderungsland. Im Jahre 2017 waren 0,7 % der Bevölkerung im Ausland geboren.
Eine in der Zeitung La prensa grafica veröffentlichte Umfrage von Diálogo Interamericano aus dem Jahr 2014 ergab, dass jeder vierte Salvadorianer insbesondere wegen der ausufernden Kriminalität auswandern möchte. 40 % der Männer und 31 % der Frauen im Alter zwischen 18 und 30 Jahren zogen einen solchen Schritt in Erwägung.

### Sprachen
Amtssprache und die am weitesten verbreitete Umgangssprache El Salvadors ist Spanisch.
Eine der wichtigsten Sprachen war früher Nawat, die heute nur noch von sehr wenigen Menschen gesprochen wird. Im ethnischen Sinne werden immerhin noch etwa 200.000 Menschen als Pipil eingestuft, des Weiteren einige Tausend als Lenca und Cacaopera, deren Sprachen bereits ausgestorben sind. Bei der Volkszählung 2007 bezeichneten sich nur 11.488 Menschen als Indigene, 97 Personen gaben Nawat als Muttersprache an, die meisten davon in den Municipios Santo Domingo de Guzmán und Cuisnahuat, beide im Departamento Sonsonate. Mit dem Aussterben des Nawat wäre El Salvador nach Uruguay das zweite Land auf dem amerikanischen Festland, in dem keine indigenen Sprachen mehr gesprochen werden.

### Religion
50 % der Bevölkerung sind Katholiken, weitere 31 % Protestanten. Letztere bekennen sich zu einer Vielzahl verschiedener protestantischer Konfessionen, die zunächst von europäischen und seit dem 20. Jahrhundert zunehmend auch von nordamerikanischen Missionaren verbreitet werden. Die meisten von ihnen gehören den schnell wachsenden evangelikalen Gemeinschaften an. Deren Wachstum begann in den 1980er-Jahren, als katholische Priester und Laien, vor allem Anhänger der Befreiungstheologie, die Regierung kritisierten und soziale Reformen forderten. Für die Behörden war laut Aussage des Weihbischofs von San Salvador, Gregorio Kardinal Rosa Chávez, „ein Katholik damals verdächtig“.
Die meisten Protestanten leben in den Städten. In einigen Städten sind 40 % der Bevölkerung protestantisch. Rund 10 % der Bevölkerung geben heute an, konfessionslos zu sein.
Neben dem Erzbistum San Salvador gibt es in El Salvador derzeit sieben weitere Bistümer: Chalatenango, San Miguel, Santa Ana, Santiago de Maria, San Vicente, Sonsonate und Zacatecoluca.

### Bildung
Die Zahl der Schüler pro Lehrer ist hoch. Im ländlichen Raum ist Analphabetismus weit verbreitet. In El Salvador stieg die mittlere Schulbesuchsdauer von 3,7 Jahren im Jahr 1990 auf 6,5 Jahre im Jahr 2015 an. Die Höhere Schule umfasst drei Schuljahre.
Das Land besitzt folgende öffentliche und private Universitäten und Hochschulen:
- Universidad Centroamericana „José Simeón Cañas“ (UCA) in Antiguo Cuscatlán, La Libertad (privat)[28]
- Universidad de El Salvador in San Salvador, Santa Ana, San Miguel, San Vicente und San Luis Talpa (öffentlich, gegr. 1841)[29]
- Universidad Don Bosco (privat, Salesianer Don Boscos)[30]
- Universidad Católica de El Salvador in Santa Ana[31]
- Universidad „Francisco Gavidia“ in San Salvador (privat)[32]
- Universidad Politécnica de El Salvador (privat)[33]
- Universidad Tecnológica de El Salvador (privat)[34]
- Universität „Dr. José Matías Delgado“ (UJMD) in La Libertad (privat)[35]
- Escuela Superior de Economía y Negocios, (ESEN), Nuevo Cuscatlán, La Libertad (privat)[36]

### Gesundheit
Die Gesundheitsausgaben des Landes betrugen im Jahr 2019 7,2 % des Bruttoinlandsprodukts. Im Jahr 2018 praktizierten in El Salvador 28,7 Ärztinnen und Ärzte je 10.000 Einwohner. Die Sterblichkeit bei unter 5-Jährigen betrug 2021 12,4 pro 1000 Lebendgeburten. Es gibt in El Salvador ca. 25.000 mit HIV infizierte Menschen, darunter ca. 9.000 Frauen. Das entspricht rund 0,6 % der Bevölkerung über 15 Jahren. 2016 waren 24,6 % der Bevölkerung stark übergewichtig (adipös).

#### Verbot des Ausbringens bestimmter Agrochemikalien
El Salvador ist einer von nur zwei Staaten weltweit, die die Anwendung bestimmter Agrochemikalien landesweit und ausnahmslos verboten haben. Der Grund ist eine extreme Häufung eines besonderen Typs von tödlicher Niereninsuffizienz bei Landarbeitern. Nachdem ein diesbezüglicher Beschluss der Konferenz der mittelamerikanischen Gesundheitsminister vom März 2013 keine Folgen gezeigt hatte, verbot das Land das Ausbringen bestimmter Agrochemikalien im September 2013 im Alleingang. Das Verbot gilt für Glyphosat, wichtigster Handelsname Roundup, sowie für Paraquat und Endosulfan. Das Problem der tödlichen Kombination von Schwermetallen mit Pestiziden ist an der gesamten amerikanischen Pazifikküste bekannt, ferner aus Indien und Sri Lanka, wobei Letzteres ebenfalls ein Verbot für Glyphosat erlassen hat.

#### Totales Abtreibungsverbot
El Salvador hat eines der schärfsten Abtreibungsgesetze weltweit. Es stellt jede Form von Schwangerschaftsabbruch als Gewaltverbrechen unter Strafe. Dies gilt selbst bei Vergewaltigungen, Eileiterschwangerschaften oder starken Missbildungen der Föten.
Ärzte sind verpflichtet, Frauen bei Verdacht auf Schwangerschaftsabbruch der Polizei zu melden. Da sie bei Unterlassung selbst Haftstrafen riskieren, werden auch Fälle von Fehl- oder Totgeburten als Schwangerschaftsabbrüche gemeldet. Fehlender Rechtsbeistand, gerade bei Frauen aus einkommensschwachen Gruppen, kann dazu führen, dass betroffene Frauen zu Unrecht zu einer Haftstrafe bis zu 30 Jahren verurteilt werden.

## Geschichte
Am 15. September 1821 erlangte El Salvador die Unabhängigkeit von der einstigen Kolonialmacht Spanien und gehörte danach, bis zu deren endgültigem Auseinanderbrechen im Jahr 1839, der Zentralamerikanischen Konföderation (Confederación de Centroamérica) an.
1882 beseitigte die Regierung von El Salvador per Gesetz das letzte verbliebene indigene Gemeindeland und ermöglichte so die Ausbreitung der Kaffeeplantagen. So befanden sich um das Jahr 1900 90 % der Güter des Landes in den Händen von 0,01 % der Bevölkerung. Der Großteil der Bauern war landlos und lebte in äußerster Armut.
1930 übernahm der Verteidigungsminister des Landes, General Maximiliano Hernández Martínez, durch einen Putsch die Macht. 1932 ließ Martínez einen vom Vorsitzenden der neu gegründeten Kommunistischen Partei El Salvadors, Agustín Farabundo Martí, geleiteten Aufstand überwiegend indigener Pipil-Bauern im Westen des Landes blutig niederschlagen. Neben Farabundo wurden etwa 30.000 Menschen getötet. La Matanza – „das Massaker“ gilt als das Ende der Existenz der indigenen Völker El Salvadors. Es heißt, Menschen seien einfach auf Grund des Unterscheidungsmerkmals getötet worden, dass sie Nahuatl (Pipil) sprachen oder „indianische“ Kleidung trugen.
1939 wurde das aktive Frauenwahlrecht für Frauen über 25 Jahre (falls verheiratet) bzw. über 30 Jahre (falls ledig) eingeführt. Der Wahlgang war für Frauen freiwillig, für Männer dagegen Pflicht. Ab 1959 besaßen alle Salvadorianer über 18 Jahre unabhängig vom Geschlecht das aktive Wahlrecht.
1969 gab es einen Krieg mit Honduras, den sogenannten „Hundert-Stunden-Krieg“, der als „Fußballkrieg“ in die Geschichte einging. Auslöser waren Spannungen um Landwirtschaftshelfer aus El Salvador, die seit längerem von der Regierung Honduras’ für die wirtschaftlichen Probleme verantwortlich gemacht wurden. Der Krieg dauerte vier Tage vom 14. Juli 1969 bis zum 18. Juli 1969 (100 Stunden) und kostete 3000 Menschen das Leben, 6000 wurden verletzt. Der Konflikt wurde unter Vermittlung der Organisation Amerikanischer Staaten durch ein Friedensabkommen beigelegt.
Seit 1970 gab es die maoistische Guerilla FPL unter Salvador Cayetano Carpio (Comandante Marcial). Bei den Präsidentschaftswahlen am 20. Februar 1972 wurden die beiden Kandidaten des Oppositionsbündnisses José Napoleón Duarte vom Partido Demócrata Cristiano (PDC) und Guillermo Manuel Ungo vom Movimiento Nacional Revolucionario (MNR) offensichtlich um ihre Stimmenmehrheit betrogen. Am 2. März 1972 erschoss das Ejército Revolucionario del Pueblo (ERP) zwei Soldaten der Guardia Nacional in San Salvador. Dem ERP wurden Mitglieder aus PDC Zusammenhängen zugeschrieben. Im Klima des Misstrauens konnte der Einfluss der paramilitärischen Organisation ORDEN nicht ausgeräumt werden. Am 25. März 1972 wurde Duarte verhaftet und gefoltert, wobei er drei Finger verlor. Er wurde des Hochverrats beschuldigt und zum Tode verurteilt. Auf internationalen Druck sagte ihm Präsident Arturo Armando Molina Exil zu und schob ihn nach Venezuela ab.
Im Oktober 1979 fürchteten die salvadorianischen Militärs nach dem Sturz des nicaraguanischen Präsidenten Somoza ein ähnliches Schicksal. Deshalb wurde der Präsident der Militärpartei, Partido de Conciliación Nacional, Carlos Humberto Romero, auf einer USA-Reise geschasst und eine politisch sehr weite Junta gebildet, welcher der frühere Oppositionsführer José Napoleón Duarte vorstand und der anfangs auch die MNR angehörte. Trotz hoher wirtschaftlicher Wachstumsraten verschärften sich die wirtschaftlichen Probleme für große Teile der Bevölkerung. Gründe dafür waren u. a. die Mechanisierung der Landwirtschaft als Folge der Grünen Revolution und Landvertreibungen, verursacht durch den Bau ausgedehnter Wasserkraftstauseen. Diese Erscheinungen sollten durch eine Landtransferbehörde (ISTA) gemildert oder ihnen zumindest ein quasirechtlicher Rahmen gegeben werden. 1983 wurde eine Verfassung erlassen, welche in Artikel 105 das Landeigentum auf 245 ha beschränkte. Das überzählige Land sollte mit Entschädigungen an Genossenschaften transferiert werden. Teile der 14 Grundeigentümerfamilien El Salvadors versuchten, die Landreform mit Terror durch Todesschwadronen aufzuhalten. Der Mord an Erzbischof Óscar Romero, einem der prominentesten Kritiker des Militärregimes, am 24. März 1980 wurde weltweit publik. In diesem „schmutzigen Krieg“ wurden viele kirchlich, politisch oder gewerkschaftlich organisierte Menschen Opfer der Todesschwadronen.
Die brutalen Repressionen des Militärregimes trieben die Opposition in den bewaffneten Widerstand. Von 1980 bis 1991 kam es zu einem Bürgerkrieg in El Salvador, der rund 70.000 Tote, vorwiegend unter der Zivilbevölkerung, Tausende von Versehrten und Zerstörungen in Milliardenhöhe verursachte. Die bewaffneten Kräfte der Guerilla setzten sich aus einzelnen Verbänden von Kommunisten, Christen und Gewerkschaftern zusammen, die sich zu einem marxistisch orientierten Zusammenschluss revolutionärer Bewegungen, dem FMLN, zusammenschlossen. Die US-Regierung unterstützte die Militärdiktatur in El Salvador. Neben Militärberatern wurde von den USA in großem Stil Militärgerät an die Junta geliefert, selbst nachdem von US-Soldaten trainierte Regierungssoldaten mit dem Massaker von El Mozote eine der schlimmsten Gräueltaten in der Geschichte Lateinamerikas begangen hatten.
Der Bürgerkrieg forderte mindestens 75.000 Todesopfer. Laut Berichten der UN-Wahrheitskommission sind regierungsfreundliche Todesschwadronen und die salvadorianische Polizei und Armee für 85 % der Taten der während des Bürgerkriegs an Zivilisten begangenen Morde verantwortlich, die FMLN-Guerilla für 5 % und der Rest ist nicht identifiziert.
Der soziale Gegensatz zwischen dem kleinen Teil der Bevölkerung, der einen Großteil der Ressourcen besaß, und der verarmten Mehrheit der Bevölkerung blieb letztlich auch nach dem Ende des Bürgerkrieges erhalten.
Nach dem Friedensabkommen von Chapultepec wurde die Rebellenarmee FMLN 1992 demobilisiert. Ebenfalls wurde die Halbierung der Armee und die Schaffung ziviler, demokratischer, den Menschenrechten verpflichteter Institutionen beschlossen. Die Erfüllung des Friedensabkommens wurde international wie national überwacht.
Entscheidend für die erfolgreiche Umsetzung war die Tatsache, dass das Friedensabkommen weder Sieger noch Besiegte kannte und günstige außenpolitische Rahmenbedingungen, wie der Zerfall der Sowjetunion und das Ende des Ost-West-Konflikts, herrschten. Seit dem Ende des Bürgerkrieges hat sich die politische Landschaft von einem autoritären System zu einem demokratischen Staat hin entwickelt. Präsidenten und Regierungen wurden bis 2009 zwar stets durch die rechtskonservative ARENA gestellt, jedoch konnte die FMLN zunächst bei Kommunalwahlen erheblich an Einfluss gewinnen. 2009 gewann sie schließlich zunächst die Parlamentswahlen und später die Präsidentschaftswahlen mit 51 % der Stimmen.
Die nach dem Friedensabkommen verfügte Generalamnestie wurde im Juli 2016 aufgehoben.

## Politik
Die sozialen Probleme blieben nach dem Ende des Bürgerkrieges weiterhin groß. Innerhalb der Zivilgesellschaft besteht wie in anderen Ländern Lateinamerikas ein großes und nicht mit Europa vergleichbares Wohlstandsgefälle. Aufgrund der grassierenden Bandenkriminalität galt El Salvador als eines der gefährlichsten Länder der Welt.
2015 lag El Salvador in Hinblick auf die Mordrate an der Weltspitze, aber seither gab es eine markante Verbesserung, sodass die Rate von 103 Tötungen pro 100.000 Einwohner im Jahr 2015 auf 2,1 im Jahr 2023 fiel. Zum Vergleich lag die Tötungsrate in Deutschland 2019 bei 0,7.
Die rechtskonservative ARENA (Alianza Republicana Nacionalista de El Salvador) und die aus der linken ehemaligen Guerilla hervorgegangene FMLN (Frente Farabundo Martí para la Liberación Nacional) bildeten seit dem Ende des Bürgerkriegs ein Zweiparteiensystem im salvadorianischen Parlament (Asamblea Legislativa de la República de El Salvador). Sie stellten bis zur Wahl von Nayib Bukele im Jahr 2019 abwechselnd den jeweiligen Präsidenten.
Korruption behindert das einwandfreie Funktionieren der demokratischen Institutionen und die volle Wahrung der Bürgerrechte für alle Einwohner des Landes.

### Präsident

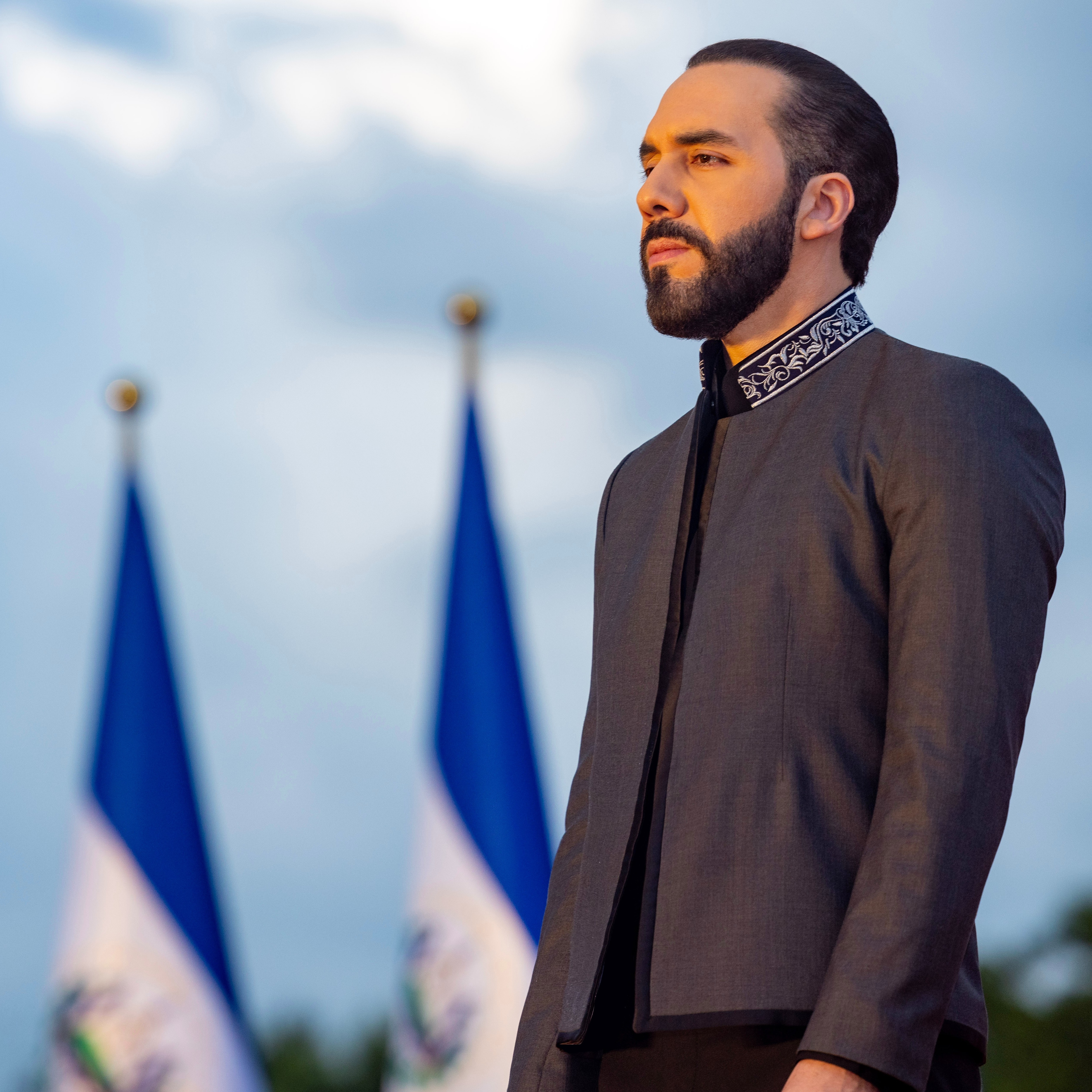
Nayib Bukele (GANA), Präsident ab Juni 2019. Er ließ ab Dezember 2023 die Präsidentschaft bis zu den Wahlen 2024 ruhen.

Die Präsidentschaftswahl 2019 fand am 3. Februar statt. Der anfängliche Außenseiter Nayib Bukele (GANA), Ex-Bürgermeister San Salvadors, gewann mit 53,8 % der Stimmen. Dieses Wahlergebnis bedeutet einen Neuanfang außerhalb des bisherigen Zweiparteiensystems.
Im Jahr 2021 regte Bukele eine Wahlreform an, die eine zweite Amtszeit ermöglicht, wenn eine sechsmonatige Pause (zuvor waren es zehn Jahre) stattgefunden hat.
Bei der Präsidentschaftswahl am 4. Februar 2024 wurde Nayib Bukele mit 83,14 % der Stimmen erneut zum Präsidenten gewählt. Er setzte sich gegen Manuel Flores (FMLN), Joel Sánchez (ARENA), Luis Parada (Nuestro Tiempo), Javier Renderos (Fuerza Solidaria) und Marina Murillo (Fraternidad Patriota Salvadoreña) durch.

### Asamblea Nacional
Bei den Parlamentswahlen am 28. Februar 2021 gewann die von Staatspräsident Nayib Bukele geführte, erst 2018 gegründete Partei Nuevas Ideas zwei Drittel der Sitze (56 von 84).
Zur Parlamentswahl am 4. Februar 2024 wurde das el-salvadorianische Parlament von 84 auf 60 Sitze verkleinert. Bukeles Nuevas Ideas stellt davon 54 Abgeordnete. Ebenfalls im Parlament vertreten sind Arena und PCN mit jeweils 2 Abgeordneten sowie die PDC und Vamos mit jeweils einem Abgeordneten. FMLN und GANA sind nicht mehr im Parlament vertreten.

### Politische Indizes
| Name des Index                     | Indexwert    | Weltweiter Rang | Interpretationshilfe | Jahr |
| ---------------------------------- | ------------ | --------------- | --- | ---- |
| Fragile States Index               | 68,7 von 120 | 85 von 179      | Stabilität des Landes: Warnung 0 = sehr nachhaltig / 120 = sehr alarmierend Rang: 1 = fragilstes Land / 179 = stabilstes Land | 2024 |
| Demokratieindex                    | 4,61 von 10  | 95 von 167      | Hybridregime 0 = autoritäres Regime / 10 = vollständige Demokratie                                                            | 2024 |
| Freedom in the World Index         | 53 von 100   | —               | Freiheitsstatus: teilweise frei 0 = unfrei / 100 = frei                                                                       | 2024 |
| Rangliste der Pressefreiheit       | 44 von 100   | 133 von 180     | Schwierige Lage für die Pressefreiheit 100 = gute Lage / 0 = sehr ernste Lage                                                 | 2024 |
| Korruptionswahrnehmungsindex (CPI) | 30 von 100   | 130 von 180     | 0 = sehr korrupt / 100 = sehr sauber                                                                                          | 2024 |

### Außenpolitik
In Lateinamerika gehört El Salvador zu den Ländern mit einer sehr engen außenpolitischen Anbindung an die Vereinigten Staaten. Die USA sind der größte Handels- und Investitionspartner und die Überweisungen der sehr großen salvadorianischen Gemeinde in den USA stellen 17 % des Bruttonationaleinkommens dar. Eine sehr wichtige Komponente hat zudem die sicherheitspolitische Zusammenarbeit der beiden Länder. Im Gegensatz zu der politisch links stehenden Allianz der ALBA-Staaten möchte das Land den Freihandel ausbauen und dabei mit den USA kooperieren. El Salvador gilt dabei als bedeutende Kraft bei dem Ausbau der regionalen Integrations- und Freihandelssysteme und das Generalsekretariat des Zentralamerikanischen Integrationssystems SICA hat seinen Sitz in San Salvador. In Zentralamerika bildet El Salvador zusammen mit Guatemala und Honduras das sogenannte „nördliche Dreieck“, das sich einer vertieften Zusammenarbeit im Bereich der Justiz, Wirtschaft und Politik verschrieben hat, mit dem Ziel einer umfassenden Integration zur Steigerung des allgemeinen Wohlstands in allen drei Ländern. Stark gefördert und unterstützt wird diese Allianz dabei von den Vereinigten Staaten, auch im Hinblick auf die eigenen Sicherheits- und migrationspolitischen Interessen. El Salvador ist zudem Beobachterstaat in der Pazifik-Allianz, in der das Land Potenzial für seine zukünftige wirtschaftliche Entwicklung sieht.
Die Europäische Union und ihre Mitgliedstaaten genießen in El Salvador einen guten Ruf und gelten als Vorbild für die wirtschaftliche und politische Integration in Zentralamerika. Aufgrund der großen geographischen Distanz stehen die Beziehungen allerdings im Schatten zu denen mit den USA. Seit 2007 besteht ein Assoziierungsabkommen zwischen den Staaten Zentralamerikas und der EU, dessen Handelsteil seit dem 1. Oktober 2013 angewendet wird. Auch aufgrund des Übergewichts der USA ist El Salvador an einer Vertiefung der Beziehung mit der EU interessiert.
Das Land unterhielt lange Zeit enge Beziehungen zu der Republik China (Taiwan) und gehörte zu den wenigen verbliebenen Ländern, die die Volksrepublik China nicht anerkennen. 2018 wurden die diplomatischen Beziehungen zur Republik China abgebrochen und mit der Volksrepublik China aufgenommen.

### Militär
Die Streitkraft El Salvadors ist die Fuerza Armada de El Salvador. Sie verfügte 2019 über rund 22.000 Soldaten und im Jahr 2021 über ein Budget von 270 Mio. $, welches damit 1,2 % des BIP entspricht.

### Kriminalität
Infolge des Friedensvertrags von 1992 wurden viele ehemalige Mitglieder von Guerillagruppen und rechten paramilitärischen Organisationen arbeitslos. Rund 1.000.000 Waffen waren im Umlauf, die Sicherheitslage im Land ist weiterhin prekär.
El Salvador wies weltweit die höchste Rate gewaltsamer Tötungen auf und lag dabei 2014 noch vor Honduras. Die Gefahr von Gewaltverbrechen ist überaus hoch, die Hemmschwelle beim Gebrauch von Schuss- oder Stichwaffen ist niedrig. Es gibt in El Salvador eine sehr hohe organisierte Bandenkriminalität. Diese Banden rekrutierten sich ursprünglich aus Rückwanderern unter den 1 bis 2 Millionen salvadorianischer Migranten, die nach dem Bürgerkrieg in die Region von Los Angeles ausgewandert waren und dort illegal lebten. Die Behörde der Vereinigten Staaten für internationale Entwicklung gab die Zahl der 1998 bis 2005 weitgehend ohne Absprache mit den Regierungen nach Zentralamerika überführten Strafgefangenen mit ca. 40.000 an. Das Ministerium für Innere Sicherheit der Vereinigten Staaten bezifferte die Zahl der zwischen 2001 und 2010 nach El Salvador überführten Straftäter mit 40.429. Viele von ihnen fanden weder Familienstrukturen noch soziale Bedingungen vor, die ihre Integration ermöglicht hätten. Den sich aus den Zurückgeführten bildenden oder bereits vorher in Los Angeles existierenden Banden wie z. B. der Mara Salvatrucha (auch MS-13), die vom US-Kongress zur internationalen kriminellen Vereinigung erklärt wurde und ihr Hauptquartier in El Salvador hat, und der rivalisierenden M-18 gehören (geschätzt) 25.000 Kinder und Jugendliche an. Als Aufnahmeprüfung wird ein Kreis gebildet, in den das neue Mitglied sich stellen muss und daraufhin verprügelt wird.
Der Drogenkonsum hat nach dem Krieg erheblich zugenommen. Jugendbanden in Heeresstärke beherrschen ganze Stadtviertel, vor allem im Viertel Mejicanos der Hauptstadt, aber auch auf dem Lande, und erpressen Schutzgelder. Auch die Kinderprostitution nimmt zu. Das Familienleben ist nach dem Krieg sehr zu Schaden gekommen, die Väter sind oft in die USA migriert. Die Arbeit im Drogenhandel erscheint den Rückkehrern oft als einzige Beschäftigung. Für über 60.000 junge Männer und Jugendliche stellt die Bandenkriminalität offensichtlich die einzige Möglichkeit dar, ihre Grundbedürfnisse zu decken. Dabei nicht mitgezählt sind die Familien, die in diesen Strukturen finanziell gefangen sind.
Im November 2017 forderte der damalige Hohe Kommissar der Vereinten Nationen für Menschenrechte, Seid al-Hussein, die Regierung El Salvadors auf, die im Jahr 2016 eingeführten Maßnahmen zur Bekämpfung von Bandengewalt und organisierter Kriminalität aufzuheben. Zu den Maßnahmen zählen unter anderem lange Einzelhaft und die Aussetzung von Familienbesuchen der Gefangenen. Dies geschah vor dem Hintergrund, dass die Zahl der Morde mit 3947 im Jahr 2017 im Vergleich zu 2016 (5269) zurückgegangen war. Bei 468 der 2017 begangenen Morde handelte es sich um Femizid.
Der 2019 ins Amt gekommene Präsident Nayib Bukele erklärte den Kampf gegen die Bandenkriminalität zu einem seiner wichtigsten Ziele. Nach anfänglichen Erfolgen und einem Rückgang der Mordrate verhängte er auf Grund neuer Gewalteskalationen im März 2022 den Ausnahmezustand, wodurch Verhaftungen ohne Haftbefehl durchgeführt werden konnten. Bukele setzte auch das Militär für Razzien ein und beschränkte Menschenrechtsorganisationen zufolge die Grundrechte. Bis Ende 2022 wurden 58.000 Bandenmitglieder verhaftet.
Im Jahr 2023 war die Mordrate in El Salvador auf 2,4 Morde je 100.000 Einwohner und 154 jährliche Morde insgesamt zurückgegangen. Damit war El Salvador das Land mit der niedrigsten Mordrate in ganz Lateinamerika. Im Februar 2024 war das Land laut Präsident Bukele das sicherste in der gesamten westlichen Hemisphäre. Gleichzeitig hatte das Land die höchste Gefangenenrate der Welt, wobei 1,6 Prozent der Bevölkerung inhaftiert waren.

### Verwaltungsgliederung
Das Land ist in 14 Provinzen (Departamentos) aufgeteilt:
|    | Provinz      | Hauptstadt           | Einwohnerzahl 2017 | Karte der Provinzen El Salvadors |
| 1  | Ahuachapán   | Ahuachapán           | 0.363.500          | Karte der Provinzen El Salvadors |
| 2  | Cabañas      | Sensuntepeque        | 0.167.600          | Karte der Provinzen El Salvadors |
| 3  | Chalatenango | Chalatenango         | 0.204.900          | Karte der Provinzen El Salvadors |
| 4  | Cuscatlán    | Cojutepeque          | 0.266.200          | Karte der Provinzen El Salvadors |
| 5  | La Libertad  | Santa Tecla          | 0.803.800          | Karte der Provinzen El Salvadors |
| 6  | La Paz       | Zacatecoluca         | 0.362.600          | Karte der Provinzen El Salvadors |
| 7  | La Unión     | La Unión             | 0.268.400          | Karte der Provinzen El Salvadors |
| 8  | Morazán      | San Francisco Gotera | 0.203.800          | Karte der Provinzen El Salvadors |
| 9  | San Miguel   | San Miguel           | 0.499.900          | Karte der Provinzen El Salvadors |
| 10 | San Salvador | San Salvador         | 1.786.400          | Karte der Provinzen El Salvadors |
| 11 | San Vicente  | San Vicente          | 0.589.300          | Karte der Provinzen El Salvadors |
| 12 | Santa Ana    | Santa Ana            | 0.184.100          | Karte der Provinzen El Salvadors |
| 13 | Sonsonate    | Sonsonate            | 0.506.500          | Karte der Provinzen El Salvadors |
| 14 | Usulután     | Usulután             | 0.374.900          | Karte der Provinzen El Salvadors |

Jedes Departamento ist wiederum in Municipios unterteilt. Diese untergliedern sich in Cantones und diese wiederum in Caseríos.

## Wirtschaft

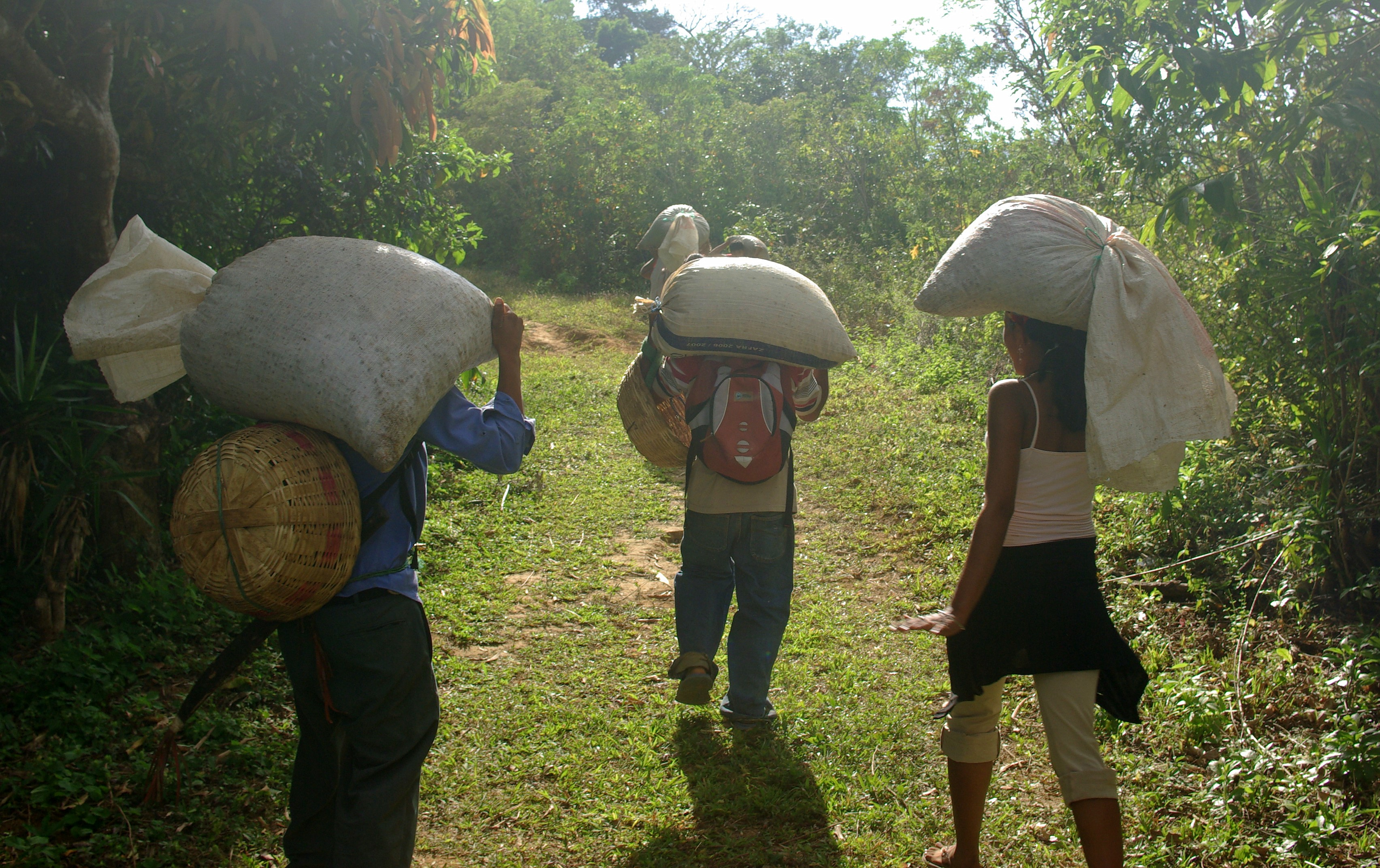
Kaffeebauern in El Salvador: Kaffee stellt ein Hauptexportgut des Landes dar

### Allgemeines

Entwicklung des realen Bruttoinlandsprodukts pro Kopf in El Salvador, Guatemala und Honduras

Das Bruttoinlandsprodukt (BIP) für 2023 wird auf 34,0 Milliarden US-Dollar geschätzt. In Kaufkraftparität betrug das BIP 80 Milliarden US-Dollar oder 12.547 US-Dollar je Einwohner. In den letzten Jahren wurden in El Salvador verschiedene wirtschaftsliberale Reformen durchgeführt. Im Ease of Doing Business Index der Weltbank verbesserte sich das Land von Platz 112 im Jahr 2012 auf Platz 73 im Jahre 2018. Das Wirtschaftswachstum stieg bis 2017 auf 2,4 %. Im Global Competitiveness Index, der die Wettbewerbsfähigkeit eines Landes misst, belegt El Salvador Platz 108 von 137 Ländern (Stand 2017–2018), beim Index für wirtschaftliche Freiheit 2024 Platz 117 von 176 Ländern.
Der monatliche Mindestlohn liegt bei 300 US-Dollar pro Person im Handels-, Industrie- und Dienstleistungssektor (Stand: 2018).
Zwar ist die Industrialisierung El Salvadors im Vergleich zu anderen Ländern Zentralamerikas fortgeschritten.
Hauptexportgüter sind nach wie vor Kaffee, Zucker, Shrimps, Baumwolle, Gold und Chemikalien, in steigendem Umfang jedoch Textilien, die von etwa 80.000 Beschäftigten in steuerbefreiten Betrieben hergestellt werden. Die 23.000 Kaffeeproduzenten sind infolge des Preisverfalls teils hoch verschuldet.
Importiert werden vor allem Maschinen, Nahrungsmittel, Textilien, Fahrzeuge sowie Rohöl. 66 % der Exporte gehen in die USA, 46 % der Importe kommen von dort. Die größte Devisenquelle sind jedoch die Überweisungen der ca. 2,6 Millionen legal oder illegal im Ausland – meist in den USA – lebenden Salvadorianer. Stammten 1978 noch 80 % der Deviseneinnahmen aus dem Export von landwirtschaftlichen Gütern, kommen heute 70 % der Einnahmen aus den Rücküberweisungen der im Ausland lebenden Salvadorianer (3,3 Mrd. $ 2006). Nach einem starken krisenbedingten Rückgang 2009 wurden allein im April 2011 wieder 309 Mio. US-Dollar von in den USA lebenden Salvadorianern in die Heimat überwiesen.
Die Krise 2008/2009 führte zu einem Arbeitsplatzverlust von ca. 3 %, wovon überwiegend Männer betroffen waren. 2009 arbeiteten nur noch rund 18 % der Arbeitskräfte im Agrarsektor (größter Teil davon Kaffee), ferner u. a. 17 % in der verarbeitenden Industrie (meist in der Textil- und Nahrungsmittelindustrie), 29 % in Handel, Tourismus und Gaststätten, 11 % im Bildungs-, Gesundheitssystem und in sozialen Diensten. 40 % der Jugendlichen von 14 bis 17 Jahren arbeiten nach Schätzung der ILO in unqualifizierten oder gefährlichen Tätigkeiten. 110.000 Kinder von 5 bis 14 Jahren sollen arbeiten, meist in der Landwirtschaft. Gleichzeitig haben einige Branchen der salvadorianischen Industrie und Dienstleistungswirtschaft Rekrutierungsschwierigkeiten aufgrund mangelnder Englisch- und Maschinenbedienungskenntnisse.
Seit 60 Jahren hat El Salvador mit mehreren Entwicklungsmodellen experimentiert, von denen keines die gewünschten Ergebnisse brachte. Das Entwicklungsprogramm der UNO (UNDP) schlägt daher in seinem neuen Bericht zur menschlichen Entwicklung die Einführung eines Modells vor, das das Wohlergehen des Volkes als oberstes Ziel hat. Diesem Bericht mit dem Titel „De la pobreza y el consumismo al bienestar de la gente. Propuestas para un nuevo modelo de desarrollo“ zufolge kann sich das Land nicht entwickeln und wird weiterhin nur mittelmäßige Leistungen erbringen, wenn es nicht mit dem gegenwärtigen Modell bricht. Die Studie zeigt auf, dass alle bisherigen Wirtschaftsmodelle (Agroexporte, Importsubstitution durch Industrialisierung, Förderung der Textilexporte und Auslandsinvestitionen) von niedrigen Löhnen der Arbeiter als dem wichtigsten Bonus des Landes auf den internationalen Märkten ausgingen und damit die Unterbeschäftigung zur vorherrschenden Form der Subsistenz der Mehrheit der Bevölkerung machten. Es fließen kaum Investitionen in die Landwirtschaft. Vor allem die kleinbäuerliche Landwirtschaft verliert gegenüber den Plantagen an Boden.
Nach der Doktrin der Harvard-Schule muss für die Einwerbung von ausländischem Kapital mit Vorrang die Infrastruktur (Straßen, Häfen, Stromnetz) ausgebaut werden. Doch auch nach Abschluss des Abkommens über die zentralamerikanische Freihandelszone (CAFTA) im Jahre 2006 mit den USA ist der Umfang ausländischer Direktinvestitionen kaum gestiegen. Von 2004 bis 2009 fiel die Zahl der Arbeitsplätze in der verarbeitenden Industrie um ca. 10 %, die im Bausektor von 2007 bis 2009 um ca. 30 %. Erst seit der Krise 2008/2009 fließen mehr Investitionen in den Dienstleistungsbereich, z. B. in Tourismus, Finanzwirtschaft und Call-Center.

Stand: Januar 2011 (Quelle: CIA World Factbook)

2011 war mehr als die Hälfte der arbeitsfähigen Bevölkerung unterbeschäftigt (44,3 %) oder arbeitslos (7 %). Unter jungen Menschen war die Arbeitslosenquote etwa doppelt so hoch wie unter Erwachsenen. Ca. 38 % der Bevölkerung lebten nach giz-Angaben unter der Armutsschwelle von 2 US-Dollar pro Tag.
Die Wirtschaft wuchs zwischen 1960 und 2009 im Jahresschnitt nur um 2,76 % und damit weniger als in allen anderen Ländern Zentralamerikas außer Nicaragua. Das Bruttoinlandsprodukt nahm im Schnitt um 1,1 % jährlich zu. Bei einer so geringen Wachstumsrate braucht das Land 29 Jahre, um das derzeitige Pro-Kopf-Einkommen Costa Ricas zu erreichen.
Spar- und Investitionsquote sind wegen der hohen Konsumbereitschaft gering. In den letzten Jahren konsumierte das Land mehr als es produzierte, z. B. 2009 wurden für 100 Dollar, die produziert wurden, Waren und Dienstleistungen im Wert von 102,4 Dollar konsumiert. In diesem Ranking nimmt El Salvador den dritten Platz in der Welt ein. Staatliche Unterstützungsgelder haben einen Umverteilungseffekt zuungunsten der Ärmsten. Die 10 % Ärmsten bekommen zusammen nur 6,2 % der staatlichen Transferleistungen (Subventionen der öffentlichen Verkehrs, der Strom- und Gaspreise), während die 10 % Reichsten insgesamt 11,2 % der Transferleistungen erhalten.
Die größte Gewerkschaft ist die CNTS – Confederación Nacional de Trabajadores Salvadoreños mit 58.748 Mitgliedern.
Das Land führt eine Wertpapierbörse mit dem Namen Bolsa de Valores de El Salvador.
| Jahr                                    | 2010  | 2015   | 2016  | 2017  | 2018  | 2019  | 2020   | 2021   | 2022   | 2023   |
| --------------------------------------- | ----- | ------ | ----- | ----- | ----- | ----- | ------ | ------ | ------ | ------ |
| BIP in Mrd. USD (Kaufkraftparität)      | 41,9  | 51,7   | 53,5  | 55,7  | 57,2  | 60,7  | 58,6   | 67,6   | 74,5   | 79,9   |
| BIP pro Kopf in USD (Kaufkraftparität)  | 6.853 | 8.297  | 8.563 | 8.889 | 9.121 | 9.667 | 9.306  | 10.710 | 11.753 | 12.547 |
| BIP-Wachstum (real)                     | 2,1 % | 2,4 %  | 2,5 % | 2,3 % | 2,4 % | 2,4 % | −7,9 % | 11,9 % | 2,8 %  | 3,5 %  |
| Inflation (in Prozent)                  | 1,2 % | −0,7 % | 0,6 % | 1,0 % | 1,1 % | 0,1 % | −0,4 % | 3,5 %  | 7,2 %  | 4,0 %  |
| Staatsverschuldung (in Prozent des BIP) | 67 %  | 73 %   | 75 %  | 77 %  | 77 %  | 78 %  | 95 %   | 88 %   | 83 %   | 85 %   |

### Währung
Im Januar 2001 wurde der US-Dollar als offizielle Landeswährung eingeführt. Die bisherige Währung, der Colón, war zwar weiterhin gültig, trat aber praktisch nicht mehr in Erscheinung. Am 8. Juni 2021 verabschiedete das Parlament mit den Stimmen der Regierungspartei Nuevas Ideas von Präsident Nayib Bukele ein Gesetz zur Einführung der Kryptowährung Bitcoin als zusätzliches gesetzliches Zahlungsmittel. Es wurde eine Frist von 90 Tagen festgesetzt, damit die Zentralbank und die Finanzmarktaufsicht die Umstellung umsetzen. Das Gesetz trat am 7. September 2021 in Kraft. Die Verwendung von Bitcoin ist demnach nicht Pflicht. Händler müssen aber Bitcoin als Zahlungsmittel akzeptieren, sofern sie technisch dazu in der Lage sind. Auch Steuern können mit Bitcoin bezahlt werden. Auf den Tausch von Bitcoin wird keine Kapitalertragsteuer erhoben. Es gibt keinen festen Wechselkurs zum US-Dollar, der Markt entscheidet. Wer die von der Regierung unterstützte Cyberwallet-App Chivo erstmals herunterlädt, erhält ein Startguthaben im Wert von 30 US-Dollar (rund 25 Euro), in etwa das Dreifache eines durchschnittlichen Tagesverdienstes. Die Regierung hat auch rund 200 Chivo-Geldautomaten installieren lassen. Eines der Hauptbedenken in El Salvador gegen die Bitcoin-Verwendung besteht darin, dass die kurzfristige Volatilität des Bitcoinkurses zu Problemen für diejenigen führen könne, die sich ihr Gehalt in Bitcoin auszahlen lassen. JPMorgan befürchtet zudem, dass erhöhte tägliche Nutzung und verringerte Liquidität eine Überlastung des gesamten Bitcoin-Netzwerks bewirken könnten. Ein Jahr nach Einführung des Bitcoin als Landeswährung zogen Beobachter ein eher ernüchterndes Zwischenfazit. Hoffnungen auf mehr Investitionen haben sich überwiegend nicht erfüllt. Der Internationale Währungsfonds forderte 2024 bei Verhandlungen über einen Notkredit für das Land die Abschaffung des Bitcoins als Währung. Im Jahr 2024 nutzten rund 8 % der Bevölkerung Bitcoin als Zahlungsmittel. Nur 1 % der Überweisungen wurden in Bitcoin abgewickelt. Am 29. Januar 2025 wurde eine Gesetzesänderung zur Abschaffung verabschiedet.

### Staatshaushalt
Der Staatshaushalt umfasste 2016 Ausgaben von 6,318 Mrd. US-Dollar, dem standen Einnahmen von 5,443 Mrd. US-Dollar gegenüber. Daraus ergab sich ein Haushaltsdefizit in Höhe von 3,3 % des BIP.
 Die Staatsverschuldung betrug 2016 16,0 Mrd. US-Dollar oder 59,9 % des BIP mit steigender Tendenz.
2020 betrug der Anteil der Staatsausgaben (in % des BIP) folgender Bereiche:
- 9,9 % Gesundheit
- 4,1 % Bildung
- 1,2 % Militär (2023)

2020 und 2021 wurde der Staatshaushalt durch Folgen der weltweiten COVID-19-Pandemie belastet (siehe COVID-19-Pandemie in El Salvador). 2022 verschärfte sich die Situation zusätzlich aufgrund der Folgen des Krieges in der Ukraine und vor allem aufgrund fallender Bitcoin-Kurse, nachdem El Salvador (als einzig bekannter Staat neben Bhutan) im großen Stil in Kryptowährungen investiert hatte. 2023 belief sich die Staatsverschuldung auf rund 85 % des BIP. Es wurde vor einem Staatsbankrott gewarnt.

## Kultur

### Bildende Kunst
Noé Canjura ging früh nach Mexiko, wo er von Diego Rivera und später von Gauguin beeinflusst wurde. Die zweite Hälfte seines Lebens verbrachte er in Frankreich, wo sich am Werk der französischen Realisten des 19. Jahrhunderts und an den barocken Realisten orientierte. Der international bekannteste lebende Maler El Salvadors ist César Menéndez (* 1954).
In Concepción de Ataco sind viele Hauswände mit Wandmalereien versehen.

### Musik
Die Menschen El Salvadors sind vorwiegend Mestizen. Ihre Kultur spiegelt dieses Erbe der Maya wider. Daneben hat sich eine völlig neuartige Musikszene herausgebildet, die eine Mischung aus mittelamerikanischen Rhythmen und europäischen Einflüssen in Szene setzt. Die so genannte Nueva Cancion entwickelte sich vor etwa 50 Jahren. Die Texte bringen häufig den Missmut über so manche politische und wirtschaftliche Entwicklung zum Ausdruck. El Salvador verfügt über das Orquesta Digital de Carlos Anaya, das sowohl klassische als auch moderne Popmusik in digitaler Form als Instrumentalversionen zum Besten gibt, und einen Nationalchor.

### Medien
Radio Nacional de El Salvador ist die älteste Rundfunkstation des Landes.

### Sport
Special Olympics El Salvador nahm mehrmals an Special Olympics Weltspielen teil.

## Galerie von Standorten in El Salvador

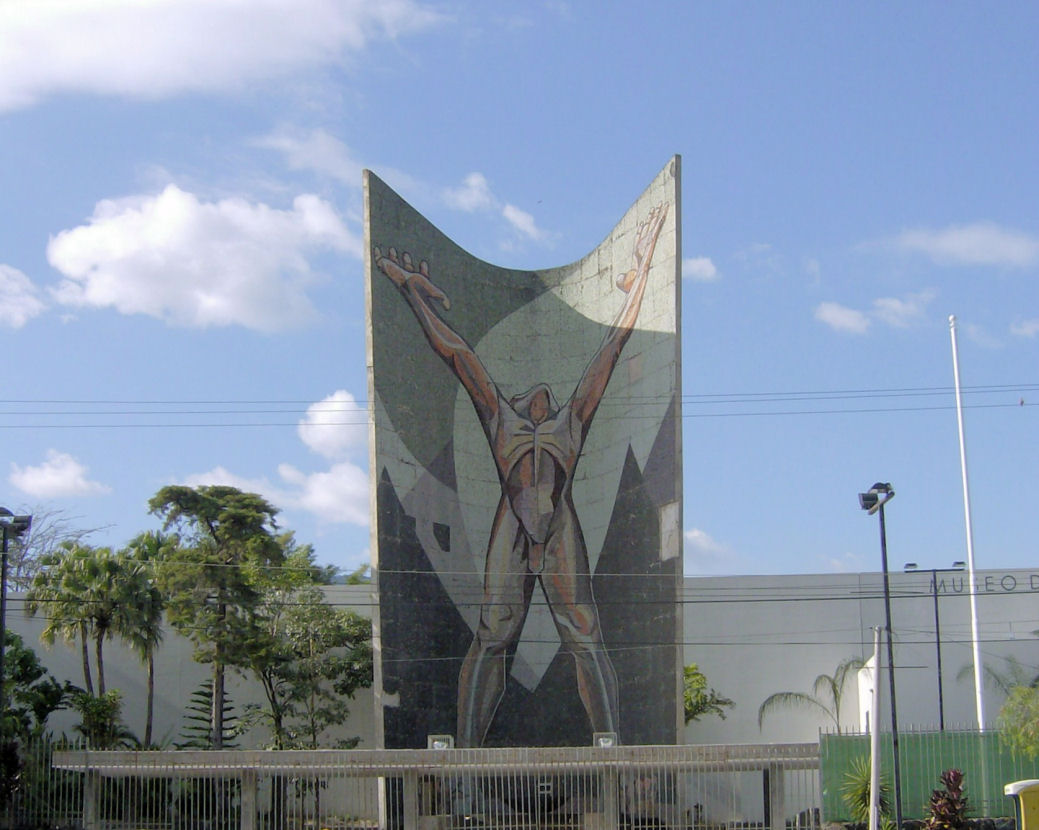
Denkmal für die Revolution
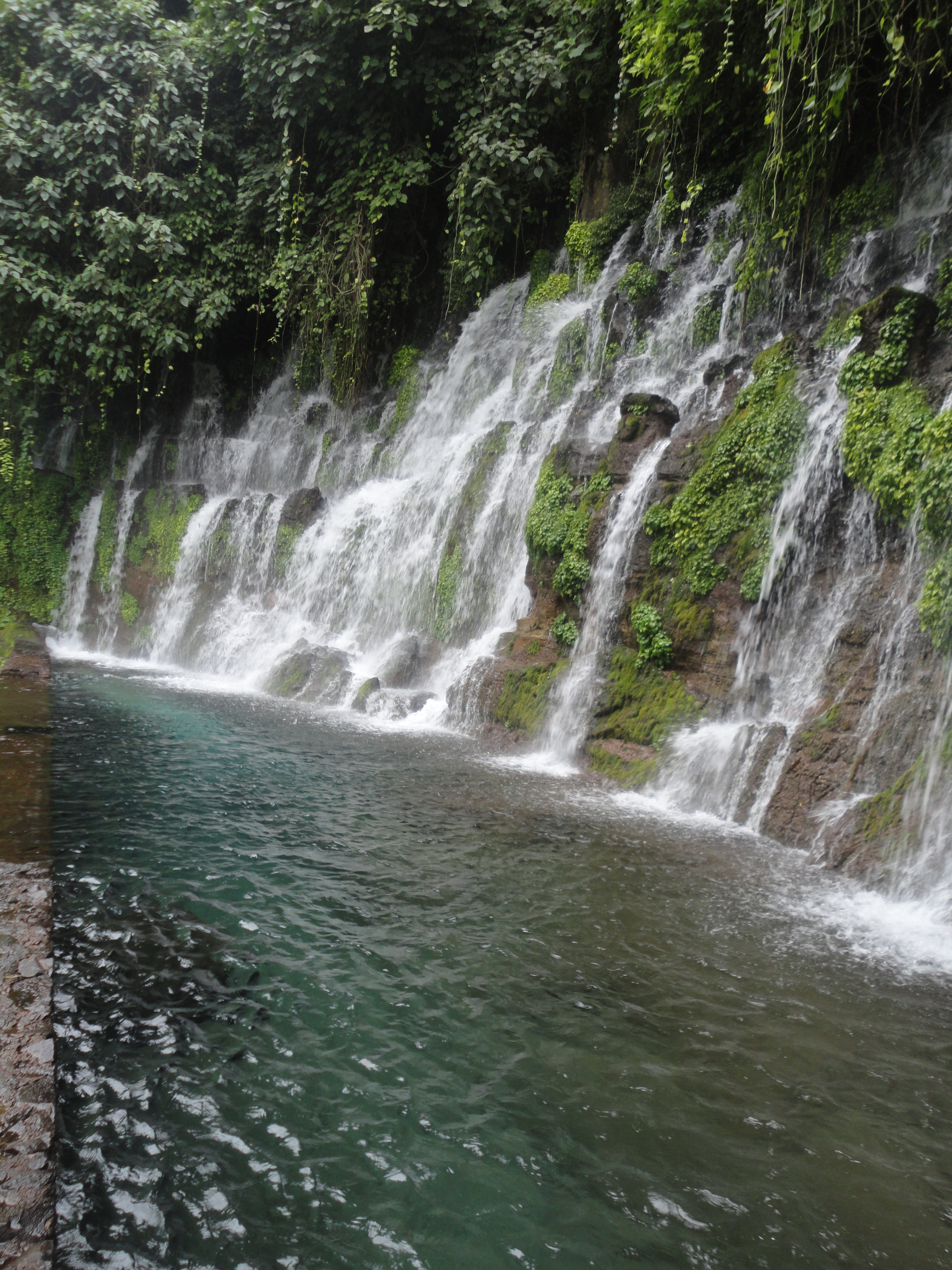
Wasserfälle „Chorros de La Calera“
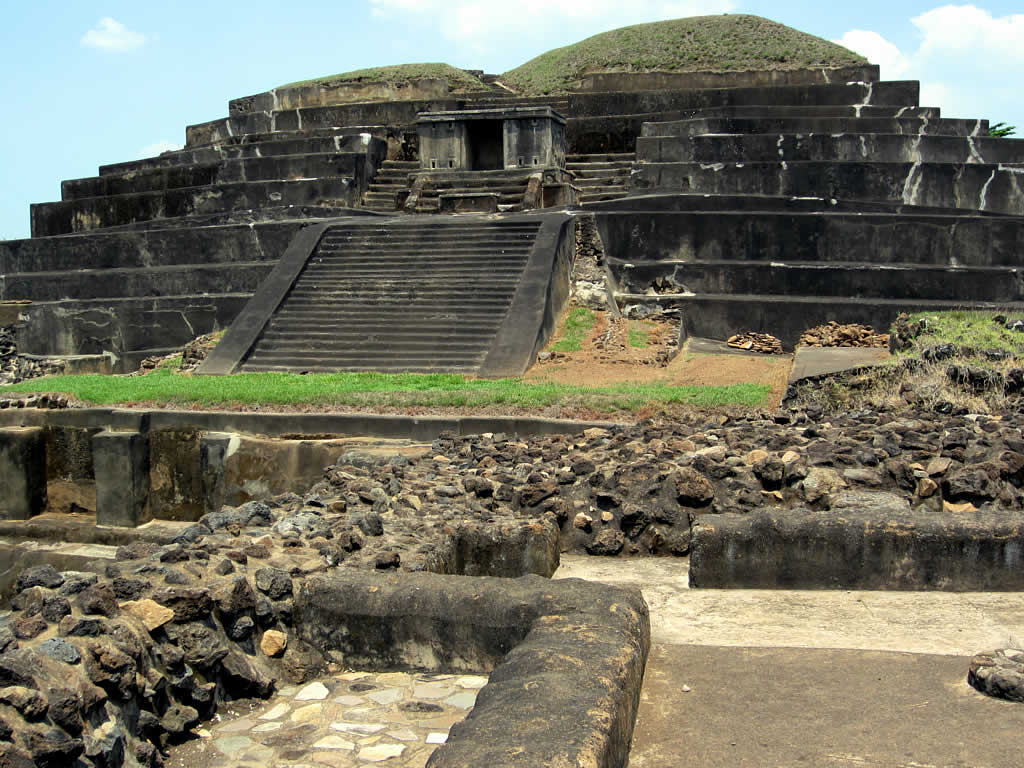
Maya-Ruinen „Tazumal“
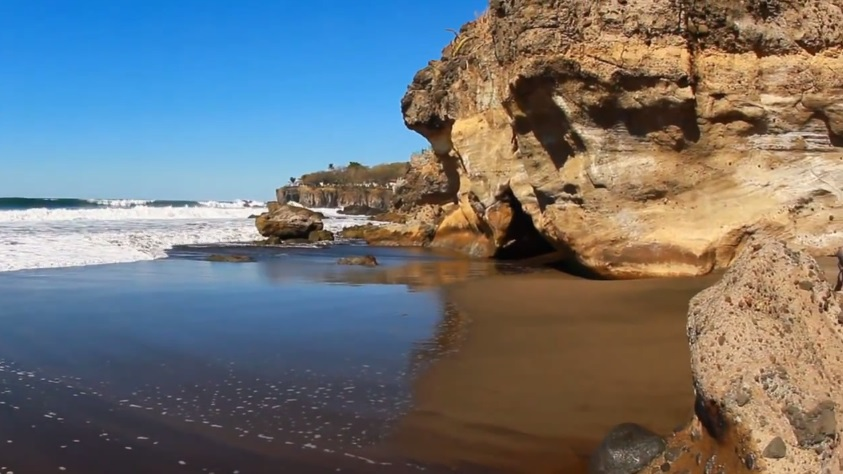
Strand „El Sunzal“
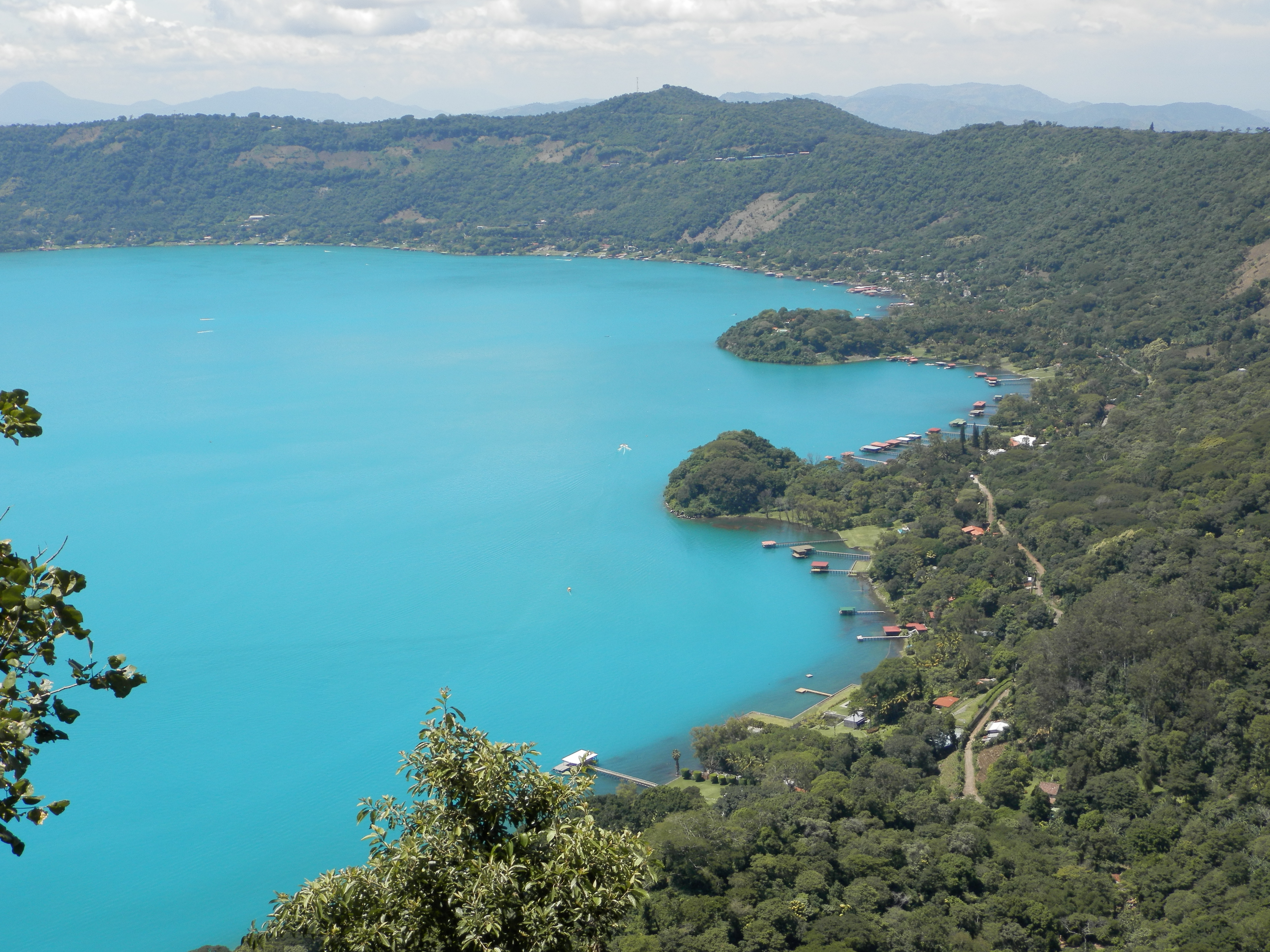
Coatepeque-See
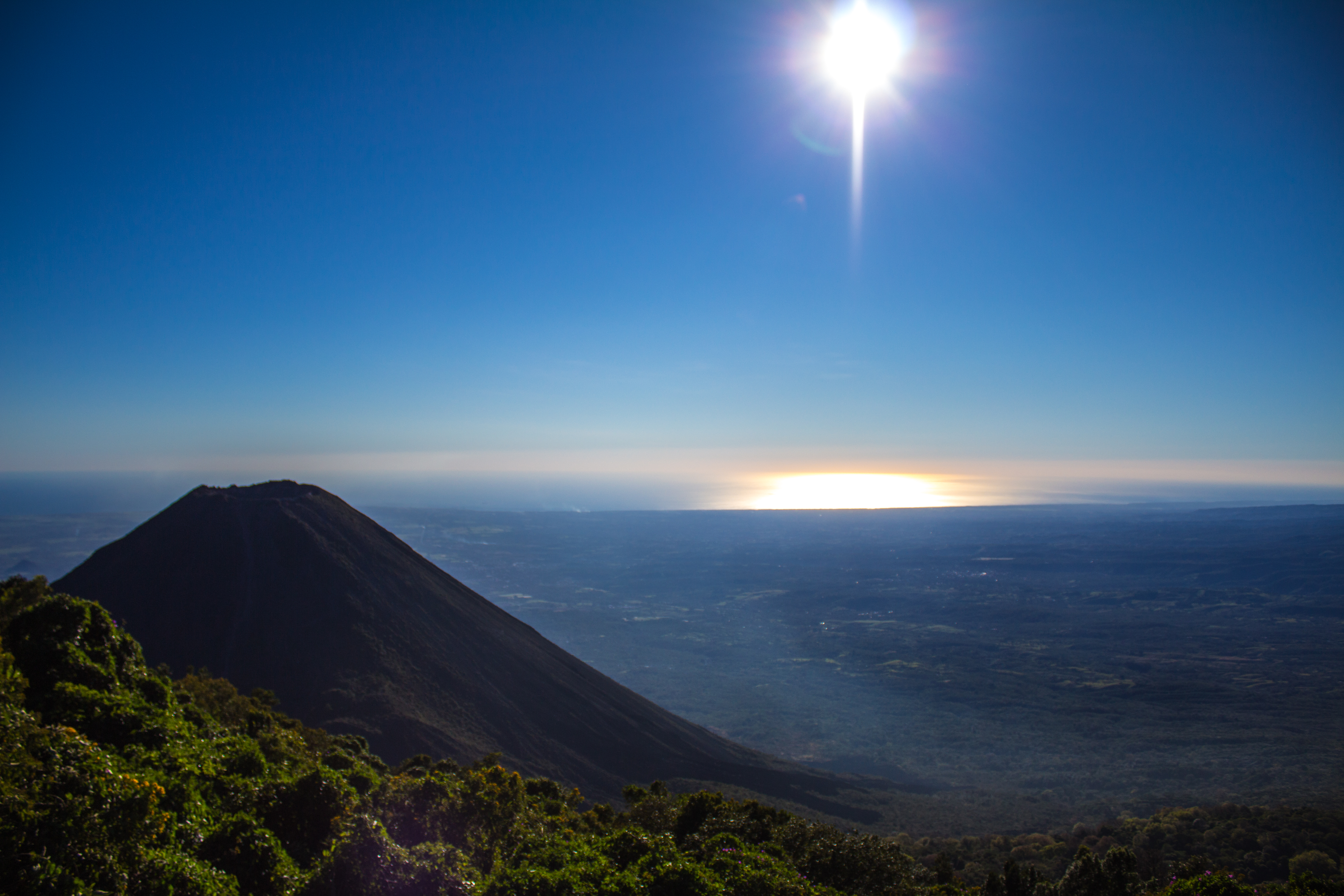
Vulkan Izalco
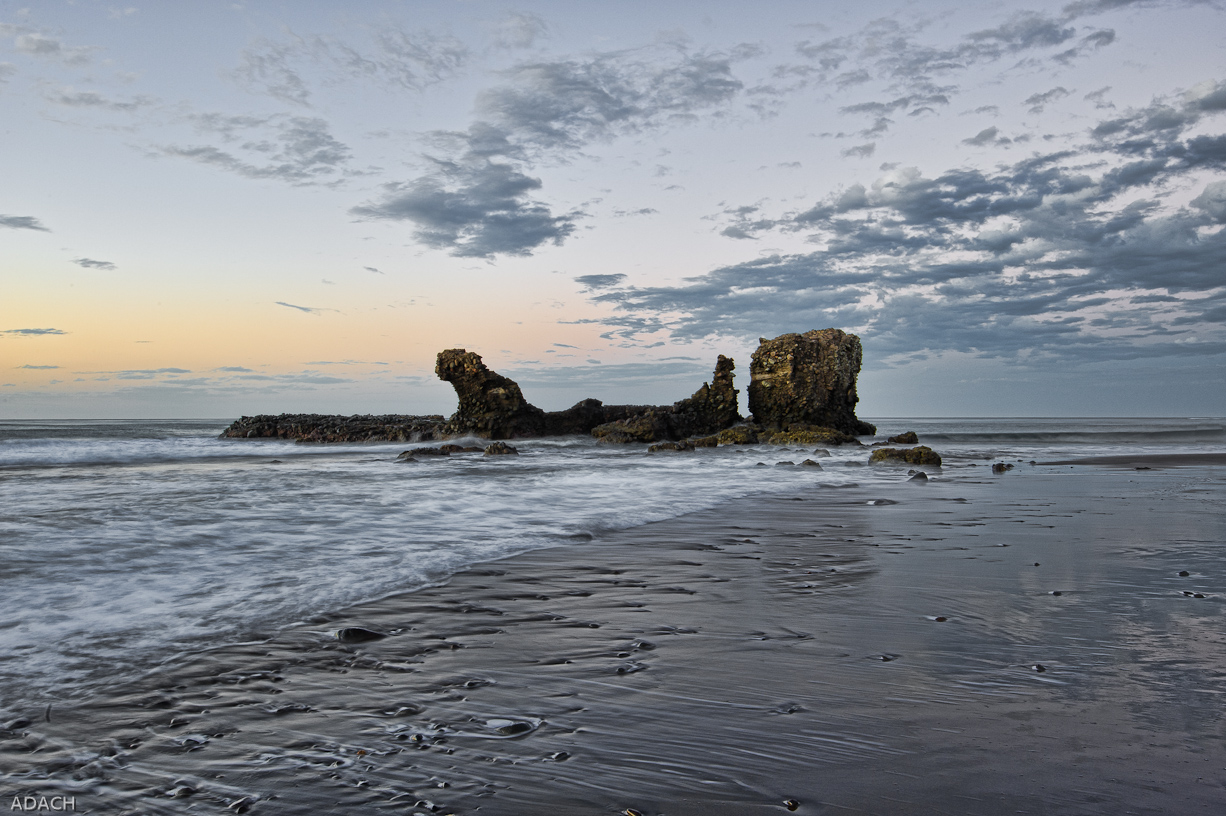
Playa „El Tunco“ – Strand „Das Schwein“
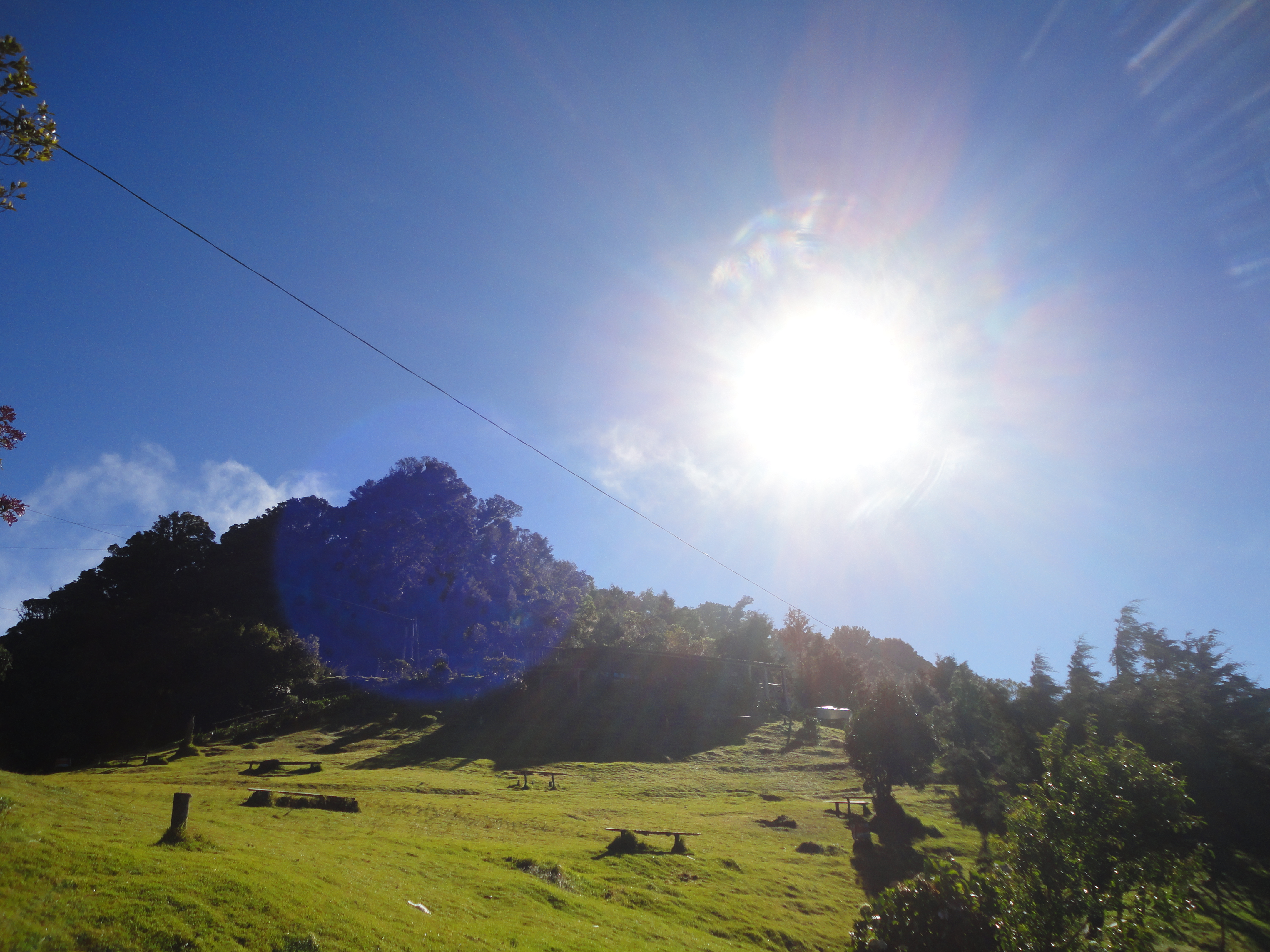
Berg „El Pital“
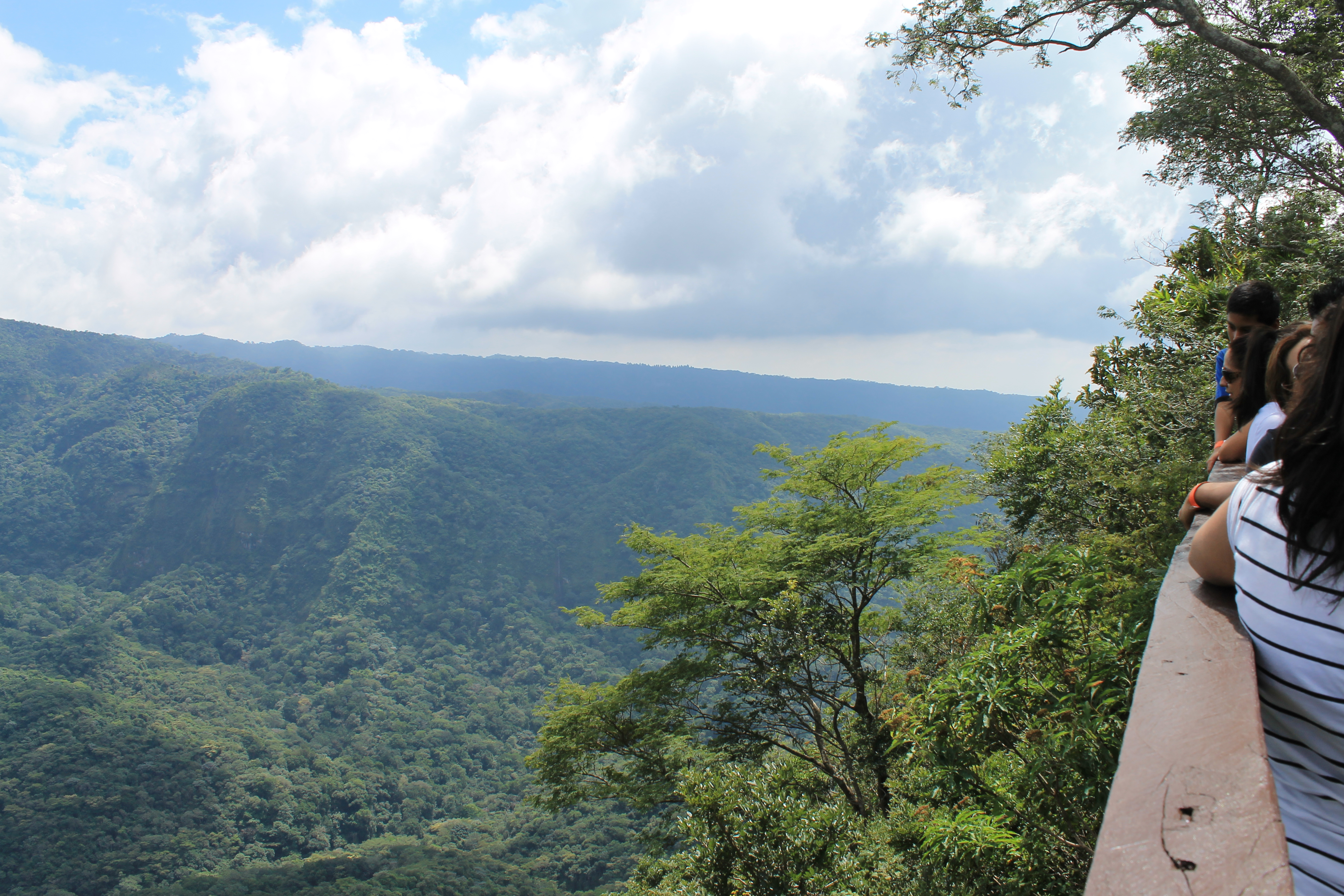
Naturreservat „El Imposible“
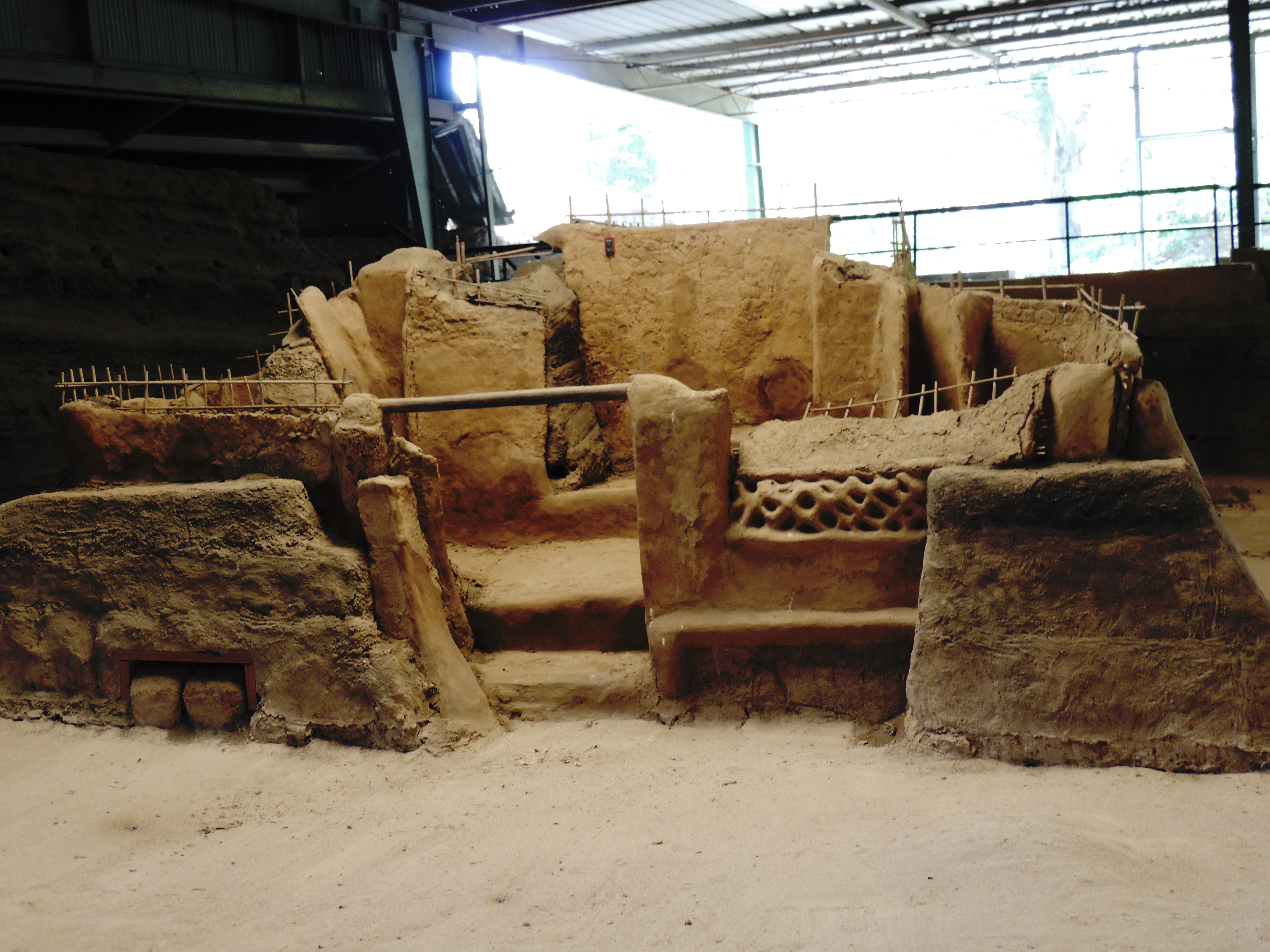
Maya-Ruinen „Joya de Cerén“
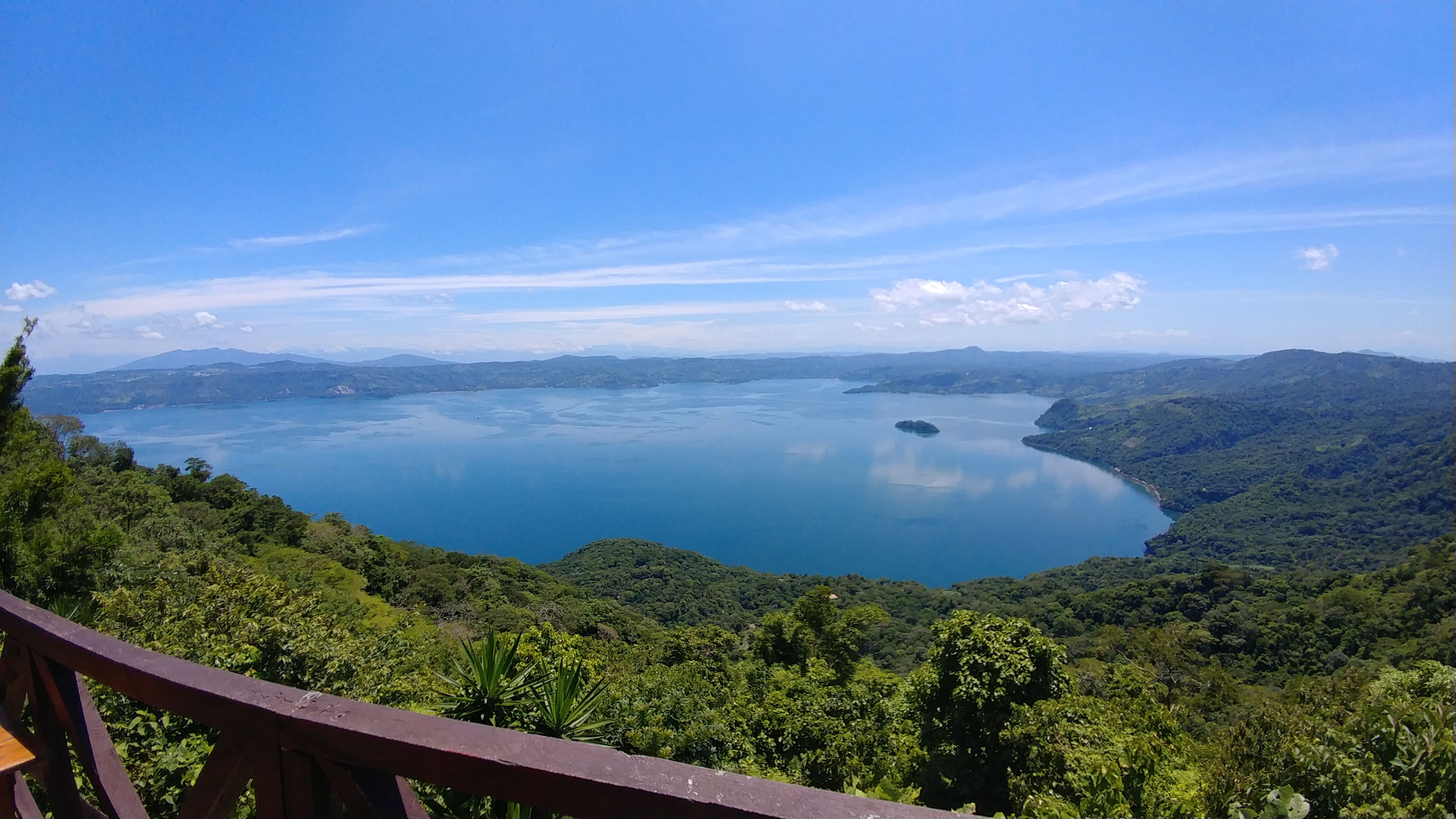
See „Lago de Ilopango“
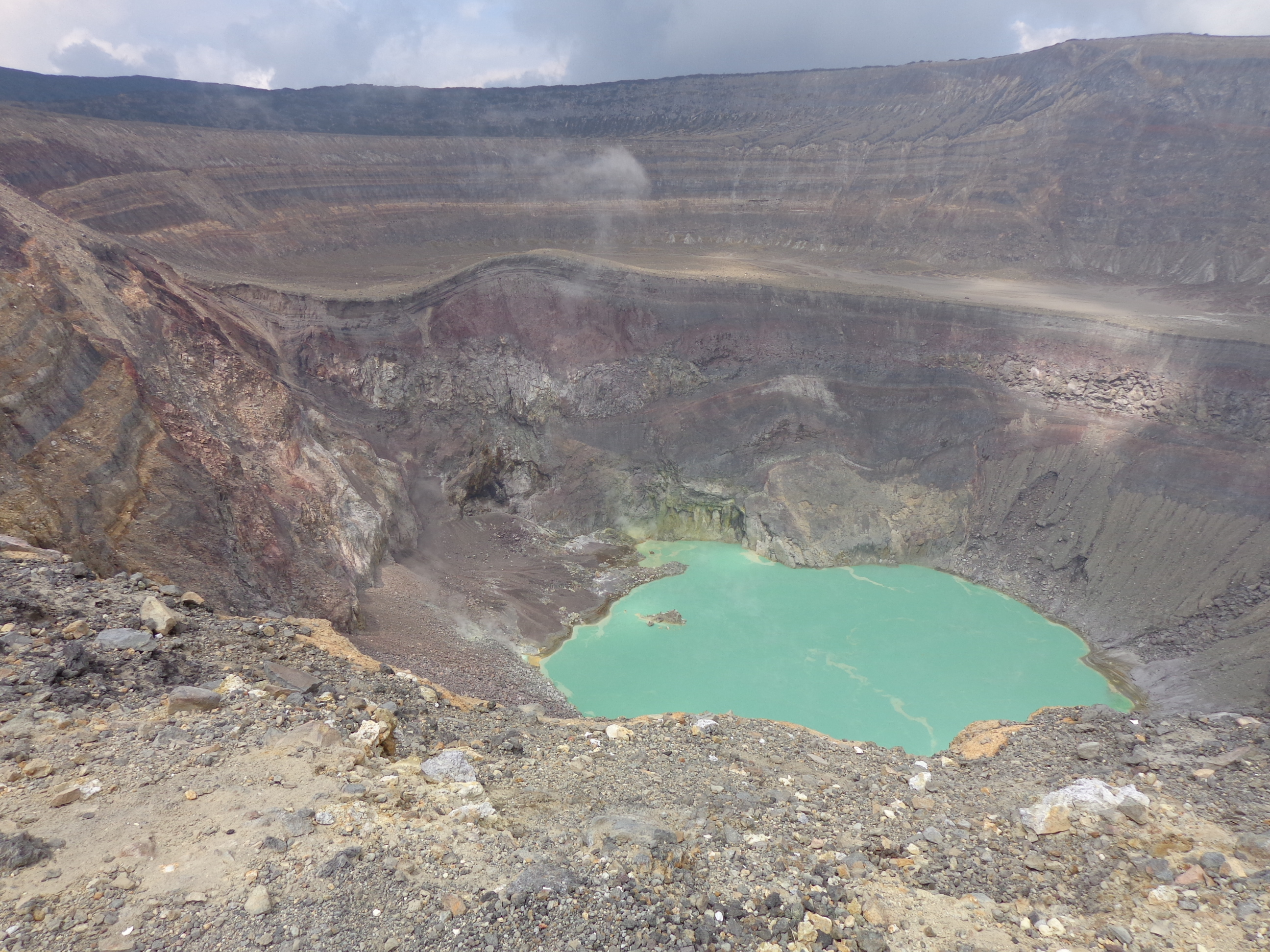
Krater des Vulkans von Santa Ana
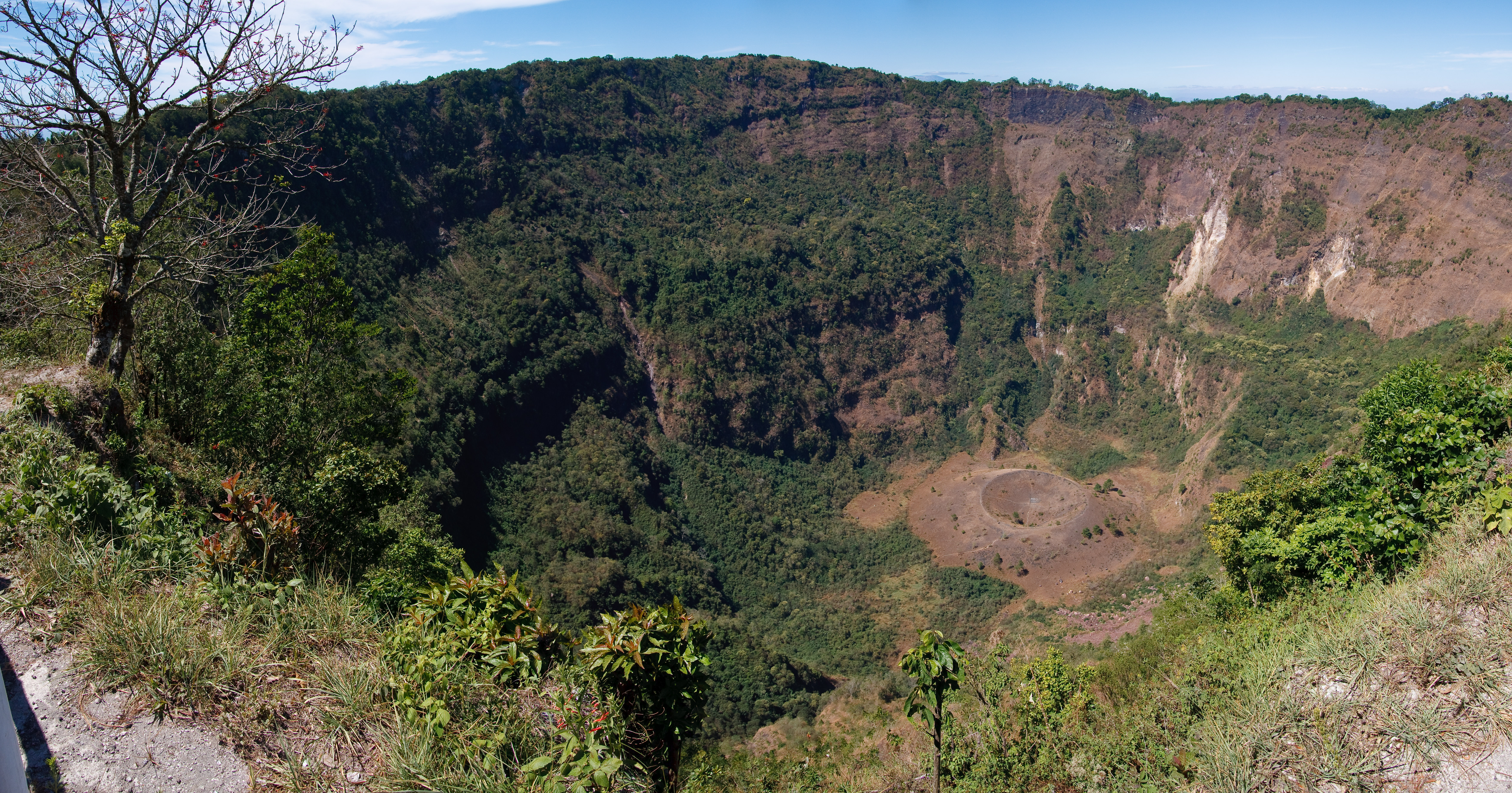
Krater im Park „El Boquerón“
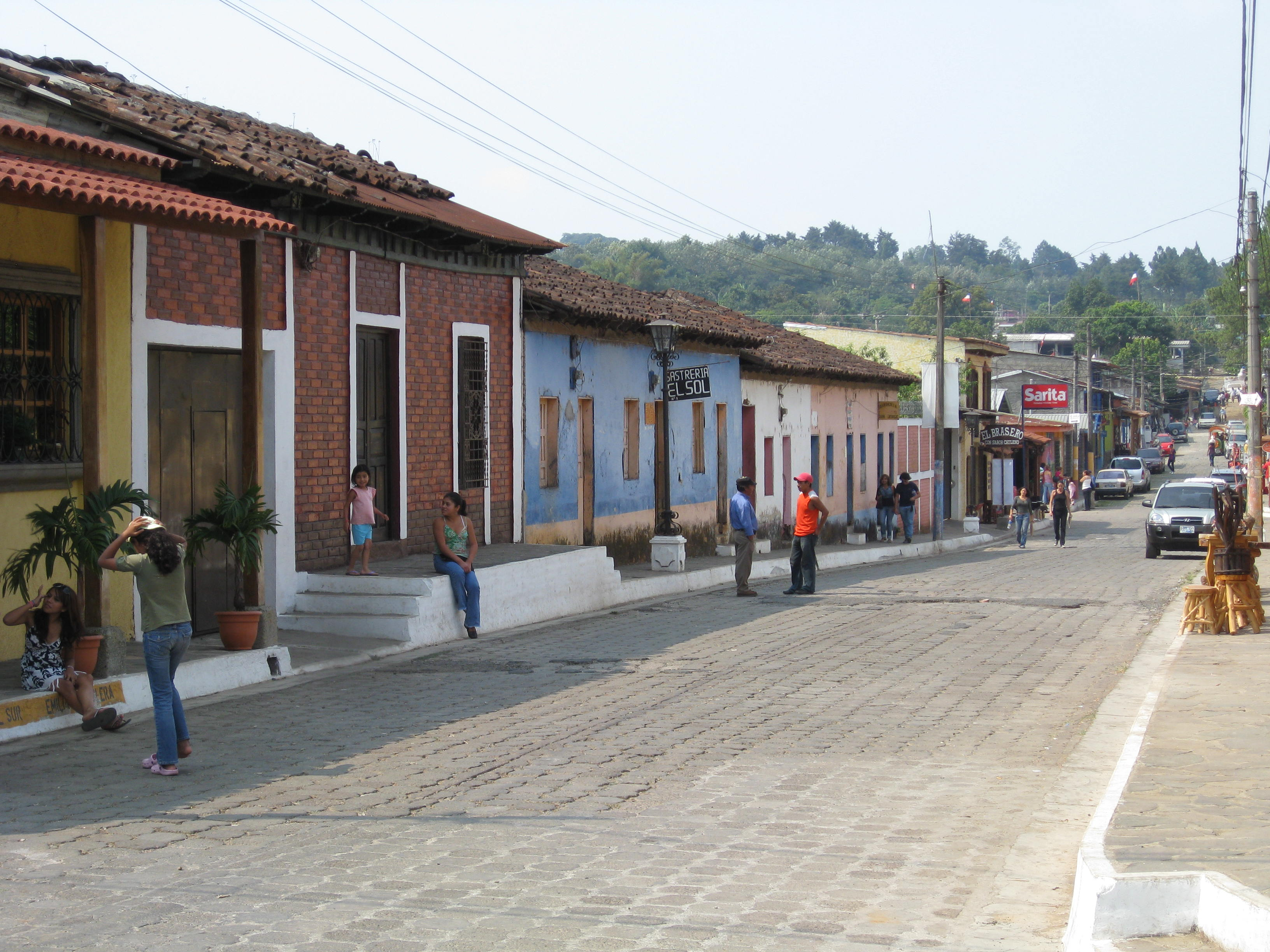
Dorf „Concepción de Ataco“
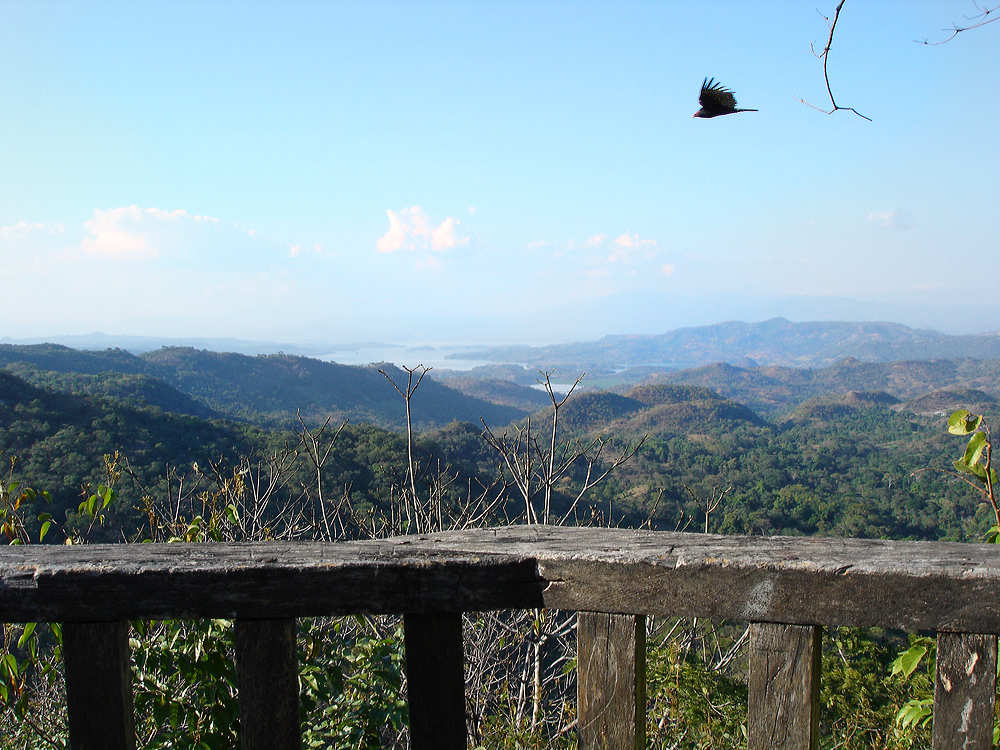
Ökologischer Park „El Espino“
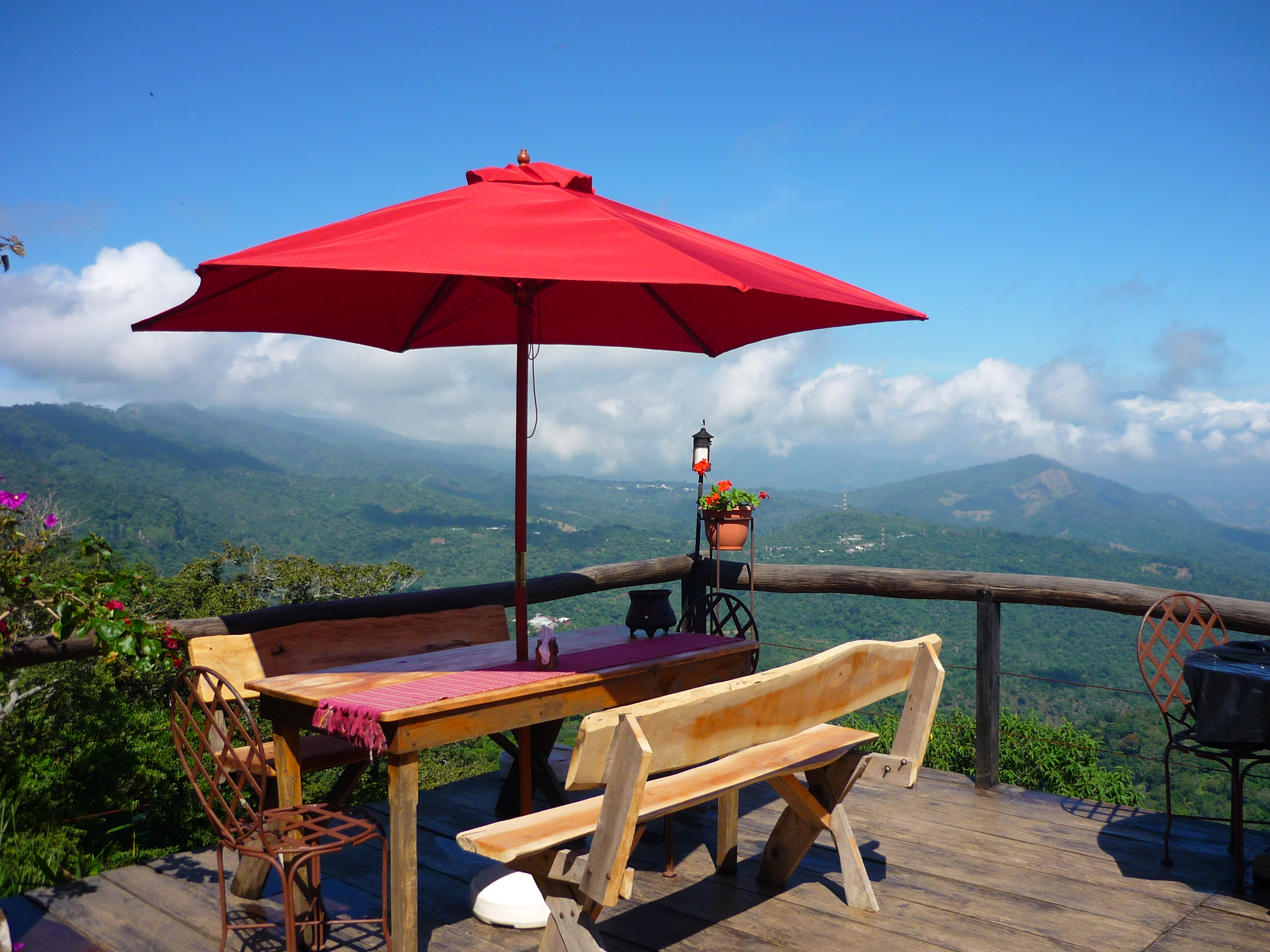
Schweizerisches Restaurant „La Giralda“ in Comasagua
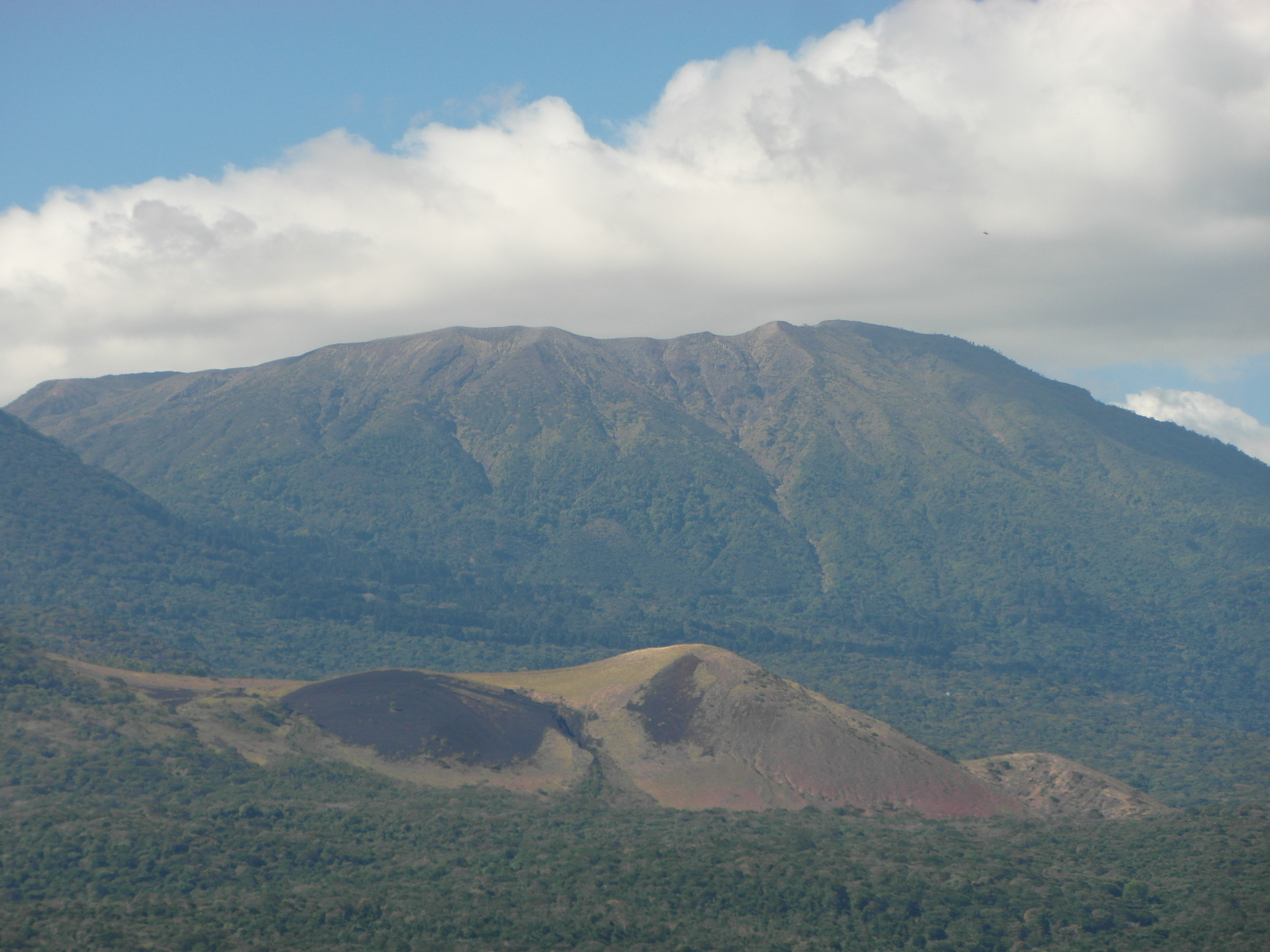
Vulkan Ilamatepec
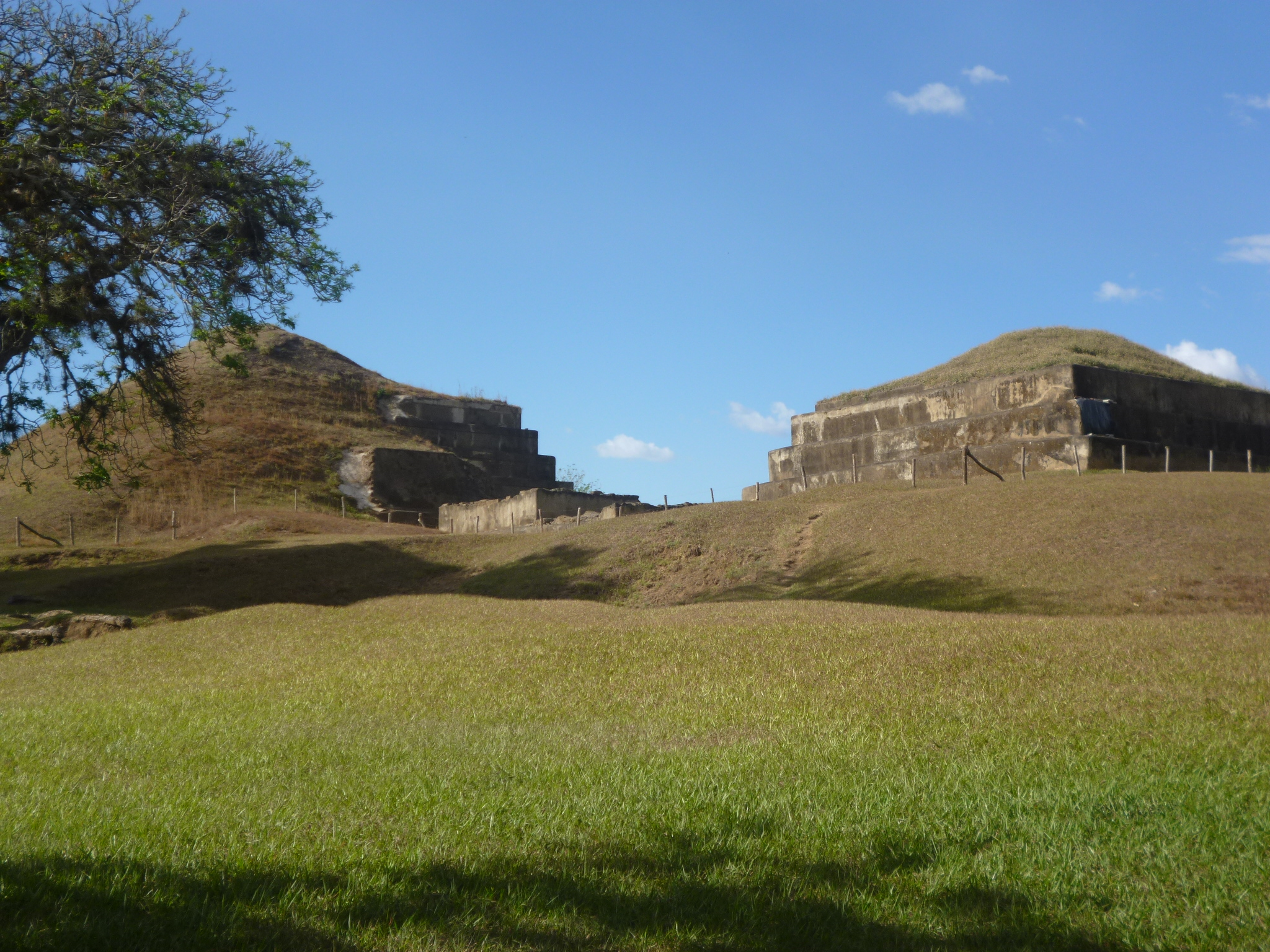
Maya-„Ruinas de San Andrés“
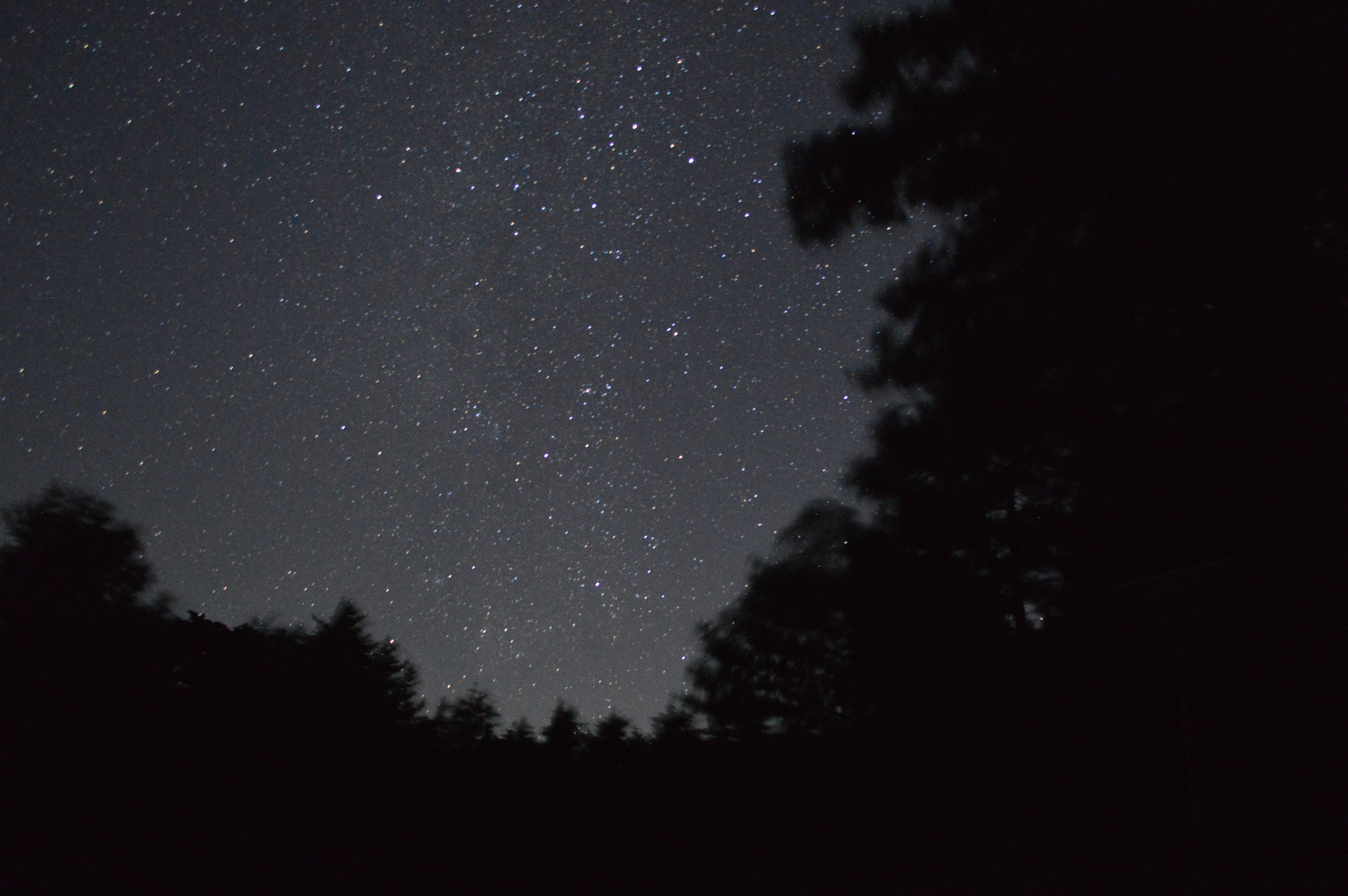
Nationaler Park „Montecristo“ (Camping Zone)
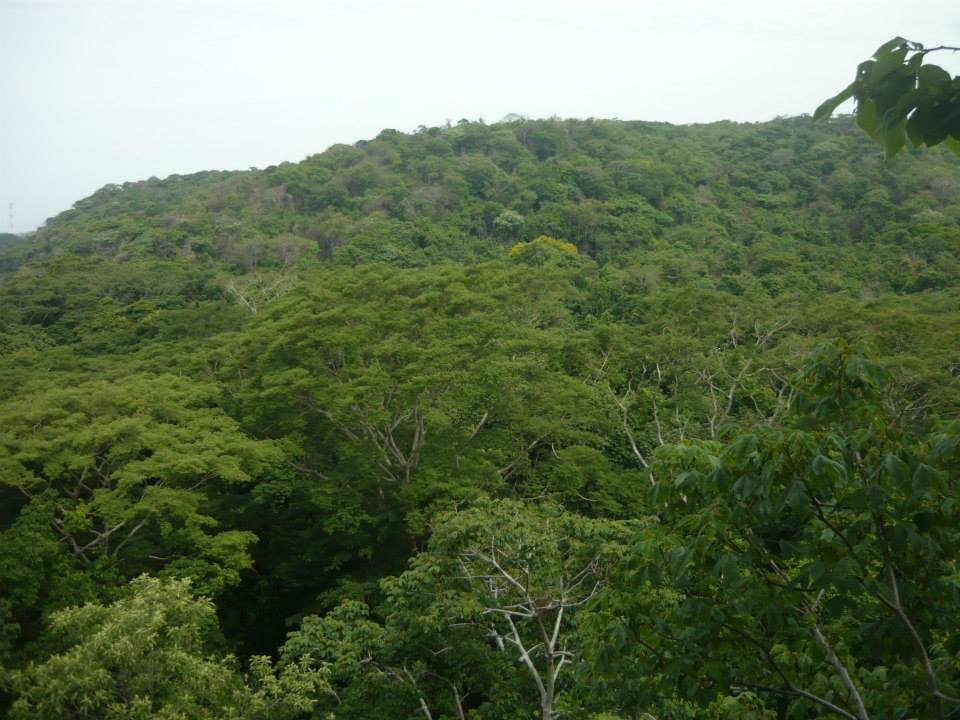
Nationaler Park „Walter Thilo Deininger“